# معركة قوصوه الثانية
معركة قوصوه الثانية أو معركة كوسوڤو الثانية (تُكتب «قوص اوه» بالتركية العثمانية وتُنطق بالتركية الحالية «كوسوڤا») (بالتركية: İkinci Kosova Savaşı)، وتُعرف عند الصرب بـ«معركة كوسوڤو 1448» (بالسيريلية الصربية: Косовска битка1448)، وهي معركة معروفة في التاريخين التركي والمجري باسم «معركة ميدان كوسوڤو الثانية» (بالتركية: İkinci Kosova Meydan Muharebesi) (بالمجرية: második rigómezei csata)، ذكرها المؤرخ والأسقف والسياسي المجري ميخائيل هورڤات (بالمجرية: Horváth Mihály) (1809م - 1878م) بأنها «إحدى أشهر المعارك في التاريخ المجري». وهي معركة برية وقعت في سهل قوصوه (كوسوڤو) ضمن أراضي إمارة الصرب - التابعة للدولة العثمانية آنذاك - بين ائتلافٍ صليبيٍّ تقوده مملكة المجر والأفلاق بقيادة النبيل المجري يوحنا هونياد مقابل العثمانيين بقيادة السلطان مراد الثاني، واستمرت المعركة ثلاثة أيام، من الخميس 17 إلى 19 أكتوبر 1448م (تشير الموسوعة البريطانية إلى وقوعها بين 17 و20 أكتوبر 1448م)، ولم تتوقف المعارك حتى في الليل.
كانت معركة قوصوه الثانية ذروة العدوان المجري للانتقام للهزيمة الثقيلة التي تلقاها الصليبيون في معركة ڤارنا سنة 1444م التي أسفرت عن انتصارٍ حاسمٍ للدولة العثمانية، ونجا يوحنا هونياد فيها بأعجوبة، إذ لم يطارد العثمانيون الفارين طويلاً، بل اكتفوا بالسيطرة على ساحة المعركة، وهرب يوحنا هونياد إلى الأفلاق ولكن الجنود هناك لم يتعرفوا عليه فقبضوا عليه وسجنوه، ومع ذلك أطلق سراحه حاكم الأفلاق الأمير ڤلاد الثاني دراكول بعد فترة وجيزة حين علم به، ليعود إلى وطنه، فخطط لتنظيم حملة صليبية جديدة ضد العثمانيين. وبحلول عام 1448م تمكن من جمع جيش آخر ليهاجم العثمانيين واعتمد على دعم السكان المحليين في البلقان. عبر هونياد نهر الطونة (الدانوب) عام 1448م لينضم بقواته إلى إسكندر بك. فشل هونياد بتحديد موقع الجيش العثماني الرئيسي، إذ كان يعتقد أنه ما يزال في العاصمة أدرنة، غير أن العثمانيين بادروه على حين غِرَّةٍ في 17 أكتوبر 1448م عندما ظهروا فجأةً أمام الجيش الصليبي في سهل قوصوه، فسارع هونياد ببناء متاريس العربات الحربية المتحركة الهوسية الدفاعية في تلة «پليمنتين» بمقاطعة «پريشتينا» استعداداً للمعركة، أما العثمانيون فأنشأوا استحكاماتِ خطٍّ دفاعيٍّ من جانبهم بالمقابل.
أكمل الطرفان بناء استحكاماتهما، واستُهِلَّت المعركة باشتباكاتٍ منفصلة. وقعت مناوشات بين الفرسان على طرفي الاستحكامات خلال اليومين الأولين. بدأت المعركة في 18 أكتوبر، وأوقعت الخيالة العثمانية بالفرسانَ المجريين هزيمةً مدمرةً سحقتهم بالكُلِّيَّة، تلاها هجوم صليبي ليلة 18-19 أكتوبر باستخدام العربات الحربية والمدافع ضد الموقع المركزي للسلطان مما أهرق دماءً كثيرة دون تحقيق نتائجَ عسكريةٍ حاسمة. وفي 19 أكتوبر 1448م، استخدم السلطان فرسان السپاهية من تسالية، وطوَّق فرسان ميسرة الجيش الصليبي، ونادى بالهجوم العام على طول خط التماس بين الجيشين لتشتيت انتباه هونياد عن الهدف الأساسي. نجحت المناورة واجتاح فرسان السپاهية فرسان الأفلاق والبغدان والمجر وأبادوهم جميعًا ولم يأخذوا أسرى، ما أدى لتراجع معظم الجيش الصليبي للاحتماء بخطه الدفاعي. وفي 20 أكتوبر وتحت متابعةٍ شخصيةٍ دقيقةٍ للمعركة من قبل مراد الثاني، هاجمت الإنكشارية كل من بقي في استحكامات الخط الدفاعي وأجهزوا عليهم، فقتلوا الجند المُختبئين خلف حصن العربات الحربية المتحركة الهوسية لتحميهم من سيل القوات العثمانية الذي انحطّ عليهم.
انتهت هذه المعركة بهزيمة كارثية للصليبيين وبانتصارٍ حاسمٍ للدولة العثمانية، كما انتهت سابقتها عام 1389م، تكبد هونياد إحدى أعظم إخفاقاته في حروبه ضد الدولة العثمانية، وبالكاد تمكن من الهروب ليلاً للمرة الثانية من ساحة المعركة تركاً التشيك والألمان يقاتلون ضد الإنكشارية، وفي طريقه عودته، وقع في أسر قيصر الصرب «جُريج برانكوڤيتش» الذي أبقاه سجينًا في حصن العاصمة الصربية «سمندرية»، واستعاد منه ممتلكاته في المجر.
أحبطت معركة قوصوه الثانية آخر محاولةٍ كبيرةٍ للصليبيين لتحرير البلقان من الحُكم العثماني ودعم القسطنطينية والتخفيف من وطأة الحصار العثماني لها، كما أنهت كل أملٍ متبقِّ للصليبيين في إنقاذ العاصمة الرومية من العثمانيين ولم تعد لدى المملكة المجرية الموارد العسكرية أو المالية لشن حربٍ أخرى ضد الدولة العثمانية. وبانتهاء التهديد الصليبي على الحدود العثمانية الغربية الذي استمر قرابة نصف قرنٍ، تمهّدت الأرضية لفتح القسطنطينية ولم يعد ثمة حائل بين العثمانيين وإتمام هذا الأمر الكبير، إذ بعد هذه المعركة بخمسة أعوام فتحها السلطان الشاب «محمد» ابن السلطان مراد الثاني، ولُقِّبَ بمحمد الفاتح.
قاتل الجيشان بضراوةٍ، فكانت هذه المعركة إحدى أطول المعارك وأشدها عنفاً في أوائل العصر العثماني، وأوقع أثرًا من معركة قوصوه الأولى، إذ تَضَاعَف حجم الجيشين عن المعركة الأولى (تتراوح مصادر التعداد بين المعركتين بين اثني عشر ألف وثلاثين ألف مجري للمعركة الأولى، فصارت تترواح بين أربعةٍ وعشرين ألفًا وثلاثين ألفًا في المعركة الأخرى، وبين سبعةٍ وعشرين ألفًا وأربعين ألف عثماني، فصارت تترواح بين أربعين وستين ألفًا). إلا أن السلطان مراد الثاني لم يتمكن من أسر هونياد الذي استمر في حملاته ضد العثمانيين حتى وفاته عام 1456م بعد ثلاث سنواتٍ من فتح القسطنطينية.

## خلفية تاريخية

شعار نبالة يوحنا هونياد.

بعدما لحق بالصليبيين بقيادة يوحنا هونياد من هزيمةٍ فادحةٍ في معركة ڤارنا سنة 1444م، لم يتوقف هونياد عن التآمر في سبيل صدامٍ حاسمٍ مع السلطان مراد الثاني. ورغم الهزيمة الساحقة في ڤارنا وتدمير جزء كبير من الجيشين المجري والبولوني من قِبَلِ العثمانيين، إلا أن التمردات في الأفلاق وألبانيا (الأرناؤوط) والمورة (جنوب اليونان) منحتِ الصليبيين أملاً في طرد العثمانيين من البلقان من خلال تجييش حملةٍ صليبيةٍ جديدةٍ في أوروپا.
أما العثمانيون فبعد انتصارهم في معركة ڤارنا قام السلطان مراد الثاني بإخضاع بلاد المورة عام 1446م وأخمد القلاقل والتمردات بها، وكانت ديسپوتية المورة يومها تابعةً للدولة العثمانية. بعد ذلك توجه السلطان مراد لمواجهة إسكندر بك الذي أعلن تمرده بدعمٍ من البابا نقولا الخامس ومن حاكم المجر يوحنا هونياد.
في عام 1446م عُيِّن يوحنا هونياد وصياً على عرش المجر بلقب "حاكم"، ليس فقط بسبب صيته العسكري، ولكن لأنه كان أيضا أغنى إقطاعي في المملكة، ليصبح بذلك حاكماً فعلياً لها. قَدّر هونياد أنه سيحتاج إلى أكثرَ من أربعينَ ألفَ رجلٍ لهزيمة العثمانيين، فَسَعَى إلى ضم القوات الألبانية (الأرناؤوطية) الثائرة على العثمانيين، والتي يُعتقد بأنها كانت بقيادة النبيل الأرناؤوطي المتمرد إسكندر بك، واسمه الأصلي جرجس كستريو الذي قاد تمرداً ضد الدولة العثمانية لقرابة خمسٍ وعشرين سنة. تلقَّى العثمانيون في قاعدتهم في صوفيا خبراً مفاده بأن الجيش الصليبي قد تحرك، فبدأوا بتجهيز رجالهم للحرب. استطاع هونياد من ثروته الخاصة أن يحشد حوالي 22,000 إلى 24,000 جندي من المرتزقة، منهم 10,000 من الأفلاق، ومنهم جنود مشاة ألمان وبوهيميون مسلحون بالطبنجات إضافة لفرسانه المجريين.

### دور برانكوڤيتش

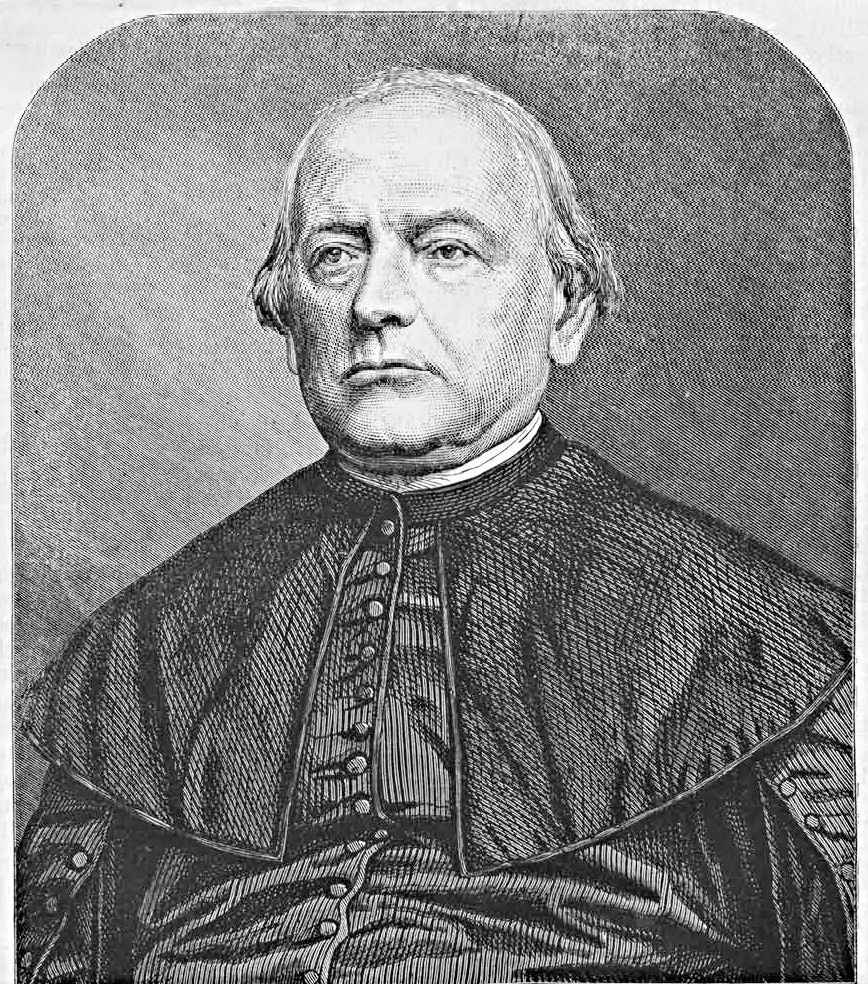
رسم يعود لعام 1867م للأسقف الكاثوليكي والمؤرخ والسياسي المجري ميخائيل هورڤات (1809م- 1878م) الذي كان من دعاة القومية المجرية مع التركيز على ثقافتها التاريخية. ذكر هورڤات أن معركة قوصوه الثانية هي «إحدى أشهر المعارك في تاريخ المجر».

في مواجهة الموقف الحرج في أوروپا، وفي ظل انشغاله بثورة القرمانيين في الأناضول، أعلن السلطان مراد الثاني استعداده للتفاوض مع الصليبيين. فأرسل في مارس/آذار أو أبريل/نيسان 1444م مبعوثين إلى جُريج برانكوڤيتش، عارضاً عليه السلام بشروط سخية تسمح لبرانكوڤيتش باستعادة صربيا بأكملها كدولة تحت حُكمه واستعادة وَلَدَيْهِ المكفوفين، بشرط تسليمه نصف عائدات الأرض كجزية للسلطان، فسارع إلى الموافقة على السلام، سعيداً باستعادة دولته التي كان العثمانيون قد فتحوها عن بَكرة أبيها من قبل.
لعب ديسپوت الصرب جُريج برانكوڤيتش دور الوسيط في المفاوضات العثمانية المجرية لإبرام صلح مدته عشر سنوات، وتفاني في دوره إلى درجة أنه عرض على هونياد وملك بولونيا والمجر ڤلاديسلاڤ الثالث  (ويُنطق بالپولندية: ڤواديسواڤ) أن يرد عليهم جميع ممتلكاتهم المجرية التي بين يديه حتى يوافقوا على التفاوض على السلام مع السلطان. لم يكن هونياد حريصًا بشكل خاص على عقد اتفاقات مع العثمانيين، إلا أن برانكوڤيتش رأى أنها فرصة لصربيا، الواقعة بين مملكة المجر والدولة العثمانية، لكي تعيش في سلام ورخاء بين الإمبراطوريتين المتحاربتين.
وبناء على دعوة السلطان مراد، جاء مبعوثون من الصليبيين للقاء السلطان في أدرنة في يونيو/حزيران 1444م. ووافق السلطان على هدنة مدتها عشر سنوات، والتي من شأنها أن تترك للصليبيين حيازة ما استولوا عليه، فوافق السلطان على هذه الشروط، وأرسل مبعوثيه إلى مدينة سكدين المجرية للحصول على تصديق الملك ڤلاديسلاڤ على الاتفاقية. وبعد أن نجح السلطان على ما يبدو في تأمين الأمور في أوروپا، عاد إلى الأناضول لاستئناف أعماله ضد القرمانيين. وفي يوليو/تموز 1444م، صادق ڤلاديسلاڤ على المعاهدة.
في الخامس عشر من أغسطس/آب 1444م، تم توقيع الاتفاقية الرسمية بين السلطان مراد وبرانكوڤيتش الصربي. وبموجب هذه الاتفاقية تم تحديد أراضي إمارة صربيا التي وُلدت من جديد، وأن يستحوذ برانكوڤيتش على أربعٍ وعشرين قلعة رئيسية يعطيهم إياه العثمانيون، بما فيهم سمندرية، وغولوباك، وبرانيشيفو، ونوفو بردو، وأوستروفيكا، وزفورنيك، وسريبرينيتسا. ووافق جُريج برانكوڤيتش أيضًا على قبول السيادة العثمانية ودفع جزية للسلطان قدرها ستين ألف دوقة. ويبدو أن العثمانيين احتفظوا بقلعة كروشيفاتس المهمة.
بعد إبرام معاهدة أدرنة-سكدين عام 1444م أعاد العثمانيون المدن الصربية التي فتحوها في السابق إلى جُريج برانكوڤيتش ليحكمها بالتبعية للدولة العثمانية، وقام القادة العثمانيون، الواحد تلو الآخر، بتسليم الأماكن المحصنة الأخرى له، والتزم برانكوڤيتش بدفع جزية سنوية كبيرة قدرها خمسين ألف فلورين للعثمانيين وبتزويد السلطان بمفرزة من سلاح الفرسان قدرها أربعة آلاف فارس إذا دعا العثمانيون لتعبئة الجيش وحمل السلاح. وبحلول الثاني والعشرين من أغسطس/آب، دخل برانكوڤيتش سمندرية، حيث تولى حكم دولته المستعادة على نطاق أوسع مما كانت عليه عندما فقدها، بعدما تعهد بأن يكون "الصديق والحليف الأبدي" للسلطان مراد.
وبعد وقت قصير من إبرام السلام، سار السلطان مراد ضد القرمان، وعين ابنه محمد (الفاتح)، الذي كان عمره آنذاك 12 عامًا فقط، حاكمًا على أراضيه الأوروپية.
ورغم أن الحاكم الصربي برانكوڤيتش استقر مع العثمانيين، إلا أنه لم يتمكن من حكم البلاد المنكوبة سلميًا. فبعد أيام قليلة فقط من قبول الاتفاقية، رفض الملك ڤلاديسلاڤ السلام المبرم حديثًا. وأيده في ذلك الكاردينال يوليان سيزاريني الذي أكد أن الاتفاق ليس له أي صلاحية إلا إذا قبله البابا. ساد مزاج الحرب في المجر وأعلن الملك مع النبلاء أنه سيخوض الحرب بحلول الأول من سبتمبر من أجل طرد العثمانيين من أوروپا في نفس العام. ووصلت أخبار بأنه لم يتبق سوى القليل من الجيش العثماني في أوروپا بسبب الحرب في آسيا. وبالإضافة إلى ذلك، في أواخر صيف عام 1444م، اندلعت أعمال شغب وتمرد الإنكشارية الذين طالبوا بزيادة الأجور.
ولكن ما إن تم التوقيع على السَّنَدِ الورقي حتى دفعت النصائح الشريرة التي قدمها المندوبُ البابوي الكاردينال «يوليان سيزاريني»، الملكَ المجريَّ إلى انتهاكه. وبدا الأمر وكأن اللحظة قد حانت لطرد العثمانيين من أوروبا في نظر رجال السياسة في الفاتيكان. جادل برانكوڤيتش عبثاً ضد هذا العمل الغادر غير السياسي؛ وكان هونياد، روح هذه الحملة الصليبية الجديدة، حريصاً على تحرير بلغاريا من أجل إحياء إمبراطورية القياصرة في شخصه.

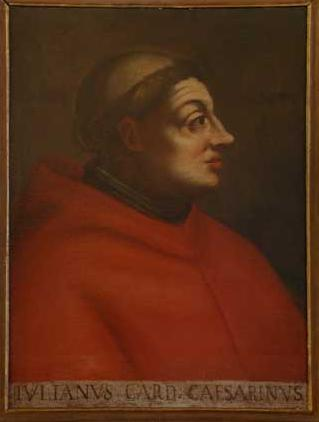
لوحة من القرن 15 للمندوب البابوي الكاردينال «يوليان سيزاريني» الذي قُتل في «معركة ڤارنا» يوم 10 نوڤمبر 1444م. وُلد في روما عام 1398م، وكان أحد المخططين الرئيسيين لحملة ڤارنا الصليبية ضد العثمانيين، ورأي أن توقيع معاهدة السلام مع السلطان مراد الثاني لمدة 10 سنوات كان خطئأ، وأصر على أن يخرق الملك المجري ڤلاديسلاڤ الثالث تلك المعاهدة. فساروا جميعًا إلى البلقان في حملة جديدة أسفرت عن هزيمة كارثية للجيش البابوي في ڤارنا يوم 10 نوڤمبر 1444م، حيث انهزم التحالف الأوروپي وكانت خاتمة حملة ڤارنا الصليبية.

شعرت روما بأن المسيحيين أصبحوا في صفها، وبالتالي كانت لديهم الفرصة لطرد العثمانيين من أوروپا بالكامل. ودون علم أولئك الذين وقعوا على المعاهدة، أرسلوا أسطولا بحرياً شرقًا لدعم الصليبيين. وعلى هذا فقد كان البابا عازماً على المضي قدماً في الحملة الصليبية، فأرسل المندوب البابوي الكاردينال يوليان سيزاريني، الذي أقنع ڤلاديسلاڤ بسرعة بالانضمام إلى الخطط البابوية، وأعفاه من قَسَمِه. ثم تجاهل ڤلاديسلاڤ وهونياد وسيزاريني المعاهدة التي أبرموها للتو، وبدأوا في إعادة تعبئة القوات المسيحية، وبحلول شهر سبتمبر/أيلول من عام 1444م نكص الصليبيون المعاهدة سراً وبدأوا الزحف في حملة كبيرة إلى أدرنة عاصمة العثمانيين، وأرادوا المسير عبر صربيا وبلغاريا ولكن برانكوڤيتش رفض السماح لهم بالمرور عبر أراضيه، ولم ينضم إلى تلك الحملة الصليبية التي انتهت بالهزيمة في ڤارنا. بدأ المجريون وحلفاؤهم بالتقدم إلى الأراضي البلغارية، وفي أثناء كانوا يهاجمون القرى المسيحية في المنطقة، حتى أنهم دمروا الكنائس ونهبوا في كل مكان.
كان برانكوڤيتش الحكيم راضياً عن المعاهدة، لأنها حققت أهدافه. وكان لديه الكثير ليخسره إذا انتصر العثمانيون، لأنه في حالة فشل الحملة الصليبية الجديدة، فإن صربيا الضعيفة من المرجح أن يفتحها العثمانيون مرة أخرى. وبالتالي أعلن حياده ورفض المشاركة. ولتأمين مستقبل صربيا، يبدو أن برانكوڤيتش الذي ظل محايدًا بحكمة، أرسل مبعوثين للسلطان مراد لإعادة تأكيد روابط تبعية صربيا للدولة العثمانية، ولتحذيره من هجوم الصليبيين الوشيك. وبما أن برانكوڤيتش رفض المشاركة ورفض أيضاً مرور الصليبيين عبر صربيا، فقد عبر الصليبيون نهر الدانوب إلى بلغاريا وزحفوا نحو البحر الأسود.
كان هونياد يبحث أيضًا عن دعم آخر. وفي ربيع عام 1448م، جدد التحالف القديم مع إسكندر بك الذي كان في حالة حرب مع العثمانيين لفترة طويلة، وبحسب التحالف، عرض إسكندر بك مساعدته خلال الحملة القادمة. ولكن في نهاية المطاف لم يشارك الأرناؤوطيون بقيادة إسكندر بك في هذه المعركة أيضاً لأن العثمانيين وحلفائهم منعوهم من اللحاق بجيش يوحنا هونياد، ومن المعتقد أنه تأخر بسبب جُريج برانكوڤيتش المتحالف مع السلطان مراد الثاني، أما دور برانكوڤيتش على وَجْهِ التّحديد فهو محل خلاف، ويقال أيضاً أنه أثّر على الأمير إسكندر بك لكي لا ينضم إلى هونياد، كما أنه حذر العثمانيين من هجوم آخر قادم من الصليبيين. تذكر بعض المراجع أن برانكوڤيتش أعطي هونياد موافقة من خلال رئيس الخزانة التابع له «پاسكو سوركوڤيتش» (بالسيريلية الصربية: Pasco Sorkočević) من أهالي دوبروڤنيك، على مرور الجيش، ثم أنه تردد بعد ذلك. ونتيجة لذلك خرَّبّ إسكندر بك ممالك برانكوڤيتش كعقاب له على تخليه عن القضية المسيحية و«مساعدة عدو المسيحيين».
حاول يوحنا هونياد إجبار برانكوڤيتش عن طريق الإرهاب بالمشاركة في الحملة الصليبية، فتعمد في عبوره صربيا مع جيشه أن يعيث فساداً في جميع أنحاء البلاد، حتى إذا ما ورده خبر اقتراب العثمانيين توجه جنوباً إلى حيث وقعت المعركة الثانية في «سهل كوسوڤو». كان رد فعل جريج برانكوڤيتش على التجاوزات الصليبية بحق أراضيه ونهب الصليبيين لها غير حازم، ولكنه في نفس تلك الأثناء تفاوض بشأن شروط الانضمام إلى الحملة الصليبية ضد العثمانيين. كان يوحنا هونياد قد أخبر برانكوڤيتش بأنه أحضر عشرين ألفاً من رجاله وأنه بانتظار تعزيزات إضافية في طريقها إليه، وأن برانكوڤيتش بسلاح فرسانه الخفيفة هو الحليف الوحيد الضروري لجعل هذا النصر حاسماً، وفي المقابل كان برانكوڤيتش شديد الحذر من المشاركة مع التحالف الصليبي لأن العثمانيون كانوا قد أعادوا له عرشه منذ أربع سنوات فقط في معاهدة سلام أدرنة-سكدين عام 1444م بعدما سلبوا منه جميع أملاكه في بلاد الصرب بفتوحاتهم واسعة النطاق. كان برانكوڤيتش يُدرك تماماً القوة العسكرية العثمانية المهولة، ويرغب في الحفاظ على عرشه، ويتحمل مسؤولية سيادة الصرب وتبعيتها للعثمانيين في الوقت نفسه، كما كان يتوقع هزيمة يوحنا هونياد. إضافةً لما سبق كان ديسپوت الصرب عازفاً عن وضع نفسه تحت جناح هونياد تحت أي ظرفٍ من الظروف فقد كان يكِنُّ له كرهاً شخصياً معتبراً إياه أقل منه مكانةً ومنزلةً.
هذه المرة، كانت مساعدة برانكوڤيتش غائبة أيضًا. لقد أكد السلام مع العثمانيين في أغسطس وأراد تجنب حتى الظهور بمظهر أن له أي علاقة بالحرب. وكان لهذا عواقب وخيمة على المجريين. لم يقتصر الأمر على أن برانكوڤيتش لم يمنحهم الإذن بالسير عبر بلاده فحسب، بل أوقف أيضًا القوات الألبانية التي أرادت المشاركة في الحملة وأغلق الطريق الذي كان من المقرر أن يعبره إسكندر بك عبر صربيا في طريقه للانضمام إلى القوات المسيحية في ڤارنا. لذلك اضطر الجيش المجري إلى السير على التضاريس الأكثر صعوبة حتى يتمكنوا من الاتصال بالأسطول في أسرع وقت ممكن، إذ أنه إذا أُغلقت المضائق ولم يتلق الجيش العثماني بالروملي الإمدادات، فيمكن لقوة أصغر بكثير من العام السابق محاربة العثمانيين بنجاح. لذلك فإن نجاح الحملة كان يتوقف أو يقع على عاتق أسطول الحلفاء الصليبيين، فلذلك طلب الكاردينال سيزاريني من البندقية إرسال قوادس إلى نهر الدانوب أيضًا، حتى يتمكن الجيش من العبور إلى نيقوپوليس بسهولة أكبر، ولكن لم تصل هذه السفن على الإطلاق إلا أن الجيش المجري عبر النهر ووصل إلى نيقوپوليس في 16 أكتوبر.
أراد برانكوڤيتش الذي استعاد أرضه مؤخراً من العثمانيين، أن يحافظ على عرشه وكان خائفاً من السلطان مراد الثاني. كان جيش هونياد كبيراً وقوياً ولكن برانكوڤيتش كان يعرف أن الجيش العثماني لم يكن أقل من ذلك. وكانت هناك عوامل أخرى تسببت في رفض جُريج برانكوڤيتش المشاركة مع الصليبيين ضد العثمانيين، وهي:
- كان لبرانكوڤيتش في ذلك الوقت نزاعات ومعارك حدودية مع الملك البوسني «أسطفان طوماس» أضعفت قوة برانكوڤيتش.[2]
- بالإضافة إلى ذلك لم يرغب برانكوڤيتش في الخضوع لهونياد تحت أي ظرف من الظروف لأنه اعتبره مغروراً وكانت لديه اعْتِرَاضَات عليه.[la 6][la 9][la 10][la 11]
- لم ير برانكوڤيتش فائدة مباشرة لصربيا من التحرر من العثمانيين لأن هذا التحرر كان يعني فقط زيادة الضغوط عليه من المجر،[la 8] والهيمنة المجرية على الصرب تعني تهديدًا لوجود الأرثوذكسية فيها.[la 11]
- وفقًا للمؤرخ «كالّاي بنينيك» [مص 2] فإن برانكوڤيتش كان يأمل في استنفادٍ متبادلٍ لكل من قوى المجريين والعثمانيين في المعركة.[la 11]
- رأى برانكوڤيتش فرصة لصربيا كي تعيش في سلام وازدهار.
- ولذلك في نهاية المطاف رفض برانكوڤيتش مرة أخرى مرور جيش هونياد.[la 6][la 9][la 10][2][45]
- علاوة على ذلك أرسل برانكوڤيتش «باسكو سوركوڤيتش» إلى السلطان مراد الثاني الذي كان يحاصر في ذلك الوقت كرويه في ألبانيا، وأخبره أن هونياد قد غزا صربيا ودخل أراضيها.[la 8][2]

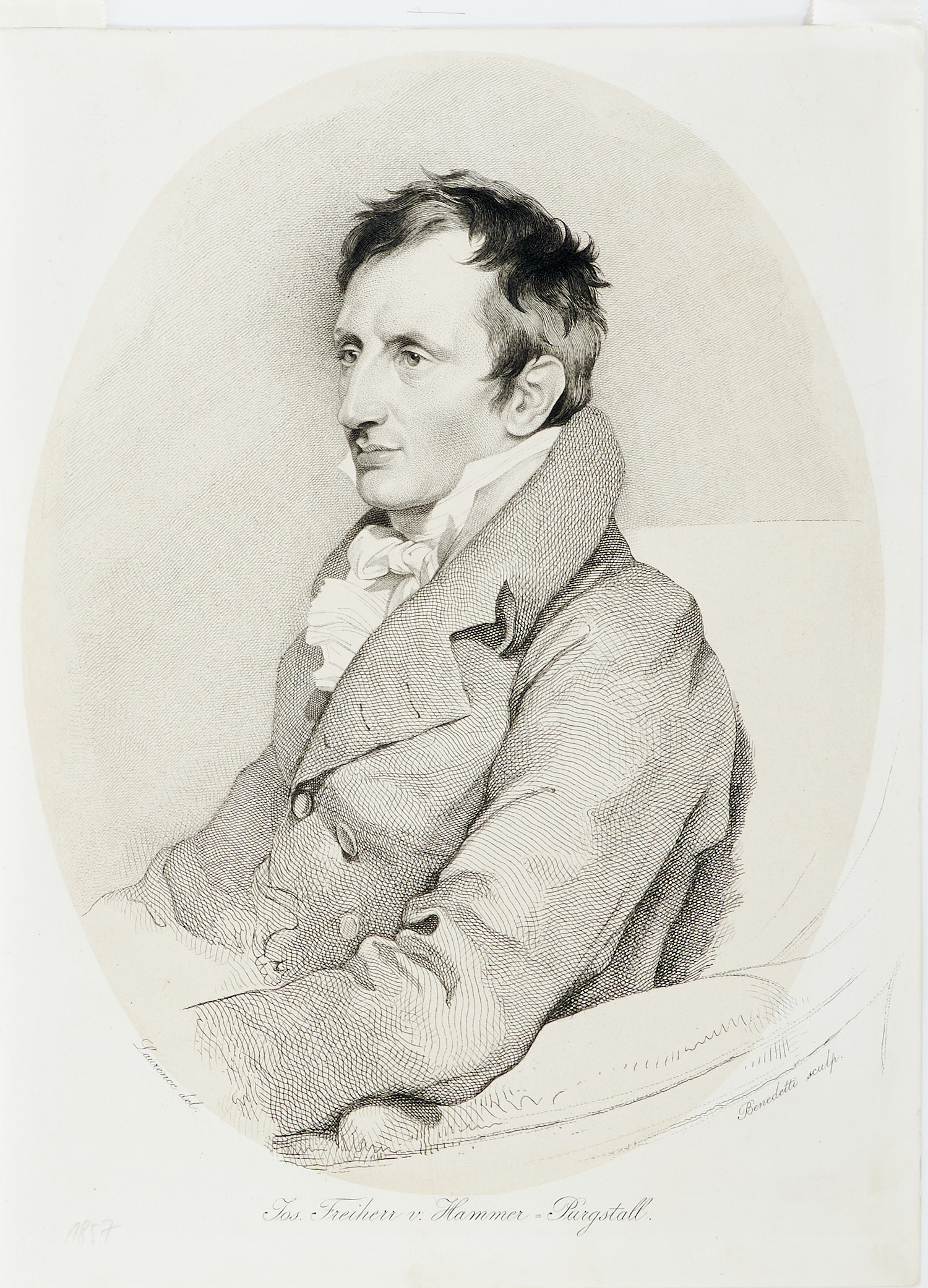
كتب المؤرخ النمساوي جوزيف هامر عن الكاردينال «سيزاريني» واصفاً إيَّاه بأنه: «مُحَرِّضٌ على كسر السلام، مُؤلف هذه الكارثة العظيمة» في معركة ڤارنا.

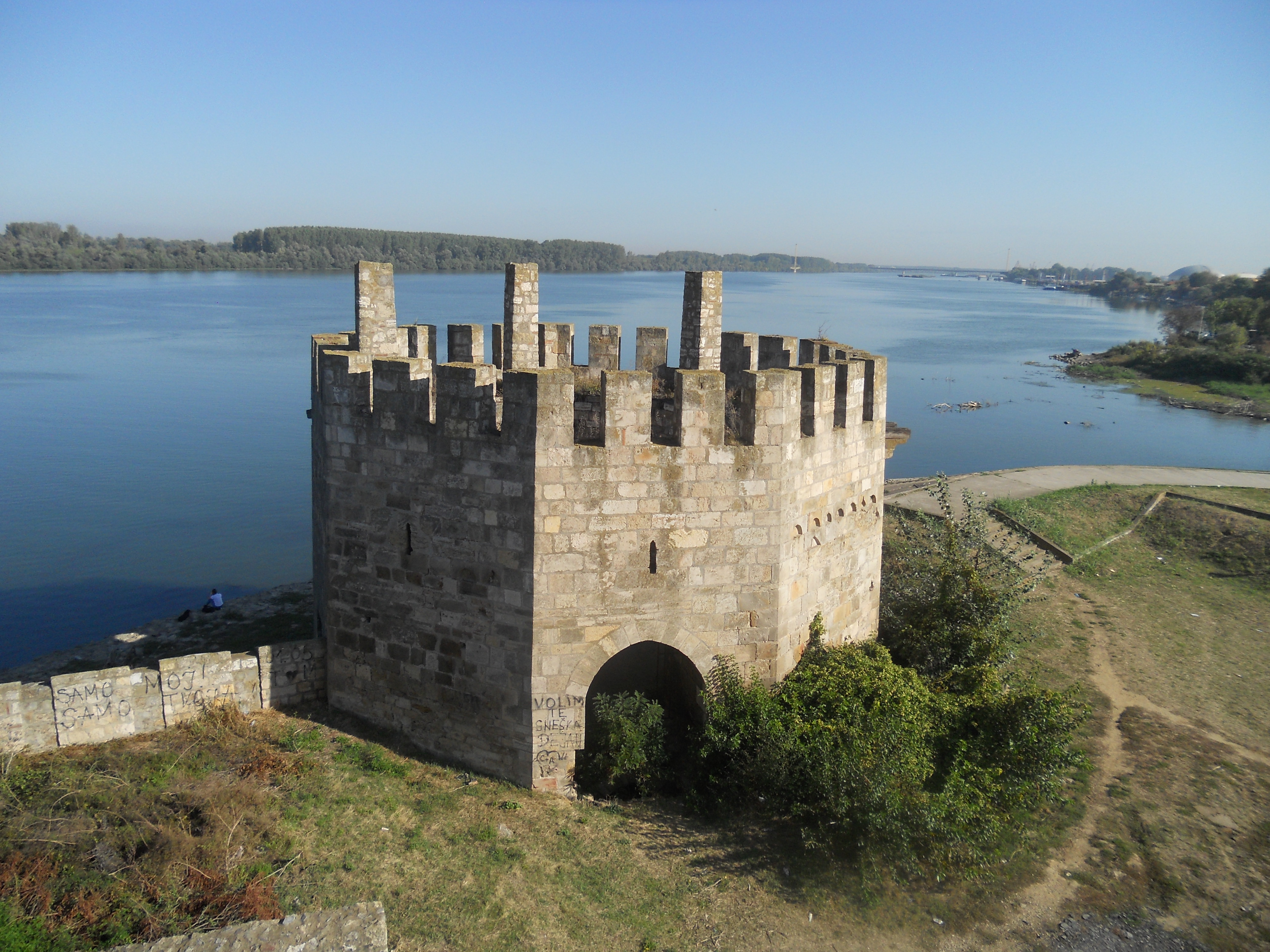
صورة لأحد أبراج قلعة سمندريَّة المُطلَّة على نهر الدانوب". * فتح السلطان مراد الثاني قلعة سمندريَّة يوم الخميس 16 ربيع الأول 842هـ الموافق 5 سپتمبر 1438م بعد عصيان ديسپوت الصرب «جُريج برانكوڤيتش». * أخلى العثمانيون القلعة بعد أسبوع واحد من مفاوضات معاهدة أدرنة-سكدين، ليستلمها مرة أخرى «جُريج برانكوڤيتش» يوم الخميس 7 جمادى الأول 848هـ الموافق 22 أغسطس 1444م حسب معاهدة السلام ببن الطرفين. وفيها سُجن هونياد بعد هروبه من معركة كوسوڤو الثانية 1448م.

برزت الخصومة الشخصية بين يوحنا هونياد وجُريج برانكوڤيتش كنقطةٍ جوهريةٍ في النزاع بينهما. بالنسبة للنبيل المجري هونياد وملك بولونيا ڤلاديسلاڤ الثالث، فعلى الرغم من أن برانكوڤيتش ديسپوت الصرب عرض التنازل عن جميع ممتلكاته المجرية مقابل السلام مع العثمانيين، إلا أن يوحنا هونياد لم يُعرْ اعتباراً كبيراً لأي صفقاتٍ مع العثمانيين، في حين أن برانكوڤيتش الذي سُلب منه مُلكُه كلَُه، رأى أنها فرصة لإحلال السلام وازدهار صربيا، ولذلك وافق على السلام في معاهدة أدرنة-اسكدين عام 1444م، وغادر المجر إلى قلعة سمندرية  التي استلمها من العثمانيين بموجب المعاهدة.
وعليه، فعندما أراد يوحنا هونياد قائد حملة ڤارنا الصليبية الوصول إلى أدرنة عاصمة العثمانيين عبر المرور بأراضي صربيا وبلغاريا في وقت لاحق من نفس عام توقيع المعاهدة (1444م)، منع جُريج برانكوڤيتش مرورهم عبر مملكته (الديسپوتية الصربية) التي ردَّها له العثمانيون بموجب المعاهدة.
وبما أن الصليبيين كانوا يعلمون بأن أسطول البندقية لا يُمكنه أن يفرض حصاراً على المضائق البحرية في بحر مرمرة إلا لفترة قصيرة فقط، فقد اختاروا أن يسلكوا طريق الدانوب، ولكن هونياد اعتبر الديسپوت الصربي برانكوڤيتش مجنوناً ليعتقد بأن السلطان مراد الثاني قد أعاد إليه مُلكه إلى الأبد، وتوّعده بإضرام النار في كامل صربيا بعدما يرجع منتصراً من حملته على العثمانيين، ولكن قدَّر الله أن يُهزم الصليبيون هزيمة شنعاء عند مدينة ڤارنا البلغارية الواقعة على ساحل البحر الأسود، وأن يُقتل في المعركة الملك المجري ڤلاديسلاڤ والمندوب البابوي الكاردينال سيزاريني في المعركة، إلى جانب اثنين من الأساقفة والعديد من البارونات، بينما كان هونياد البارون الوحيد الذي بالكاد نجى بحياته تقريبا، وهلك معظم أفراد الجيش في المعركة ومات الكثير من الفلول أثناء محاولتهم الهرب.
1. شعور يوحنا هونياد بالمرارة جراء حملته الفاشلة على العثمانيين وهزيمته في معركة ڤارنا عام 1444م بينما بقي أولريتش الثاني خاملاً لم يعاون الصليبيين في تلك الحملة.
2. حقد أولريتش الثاني  على هونياد لأن الأخير رفض الاعتراف بحقه في عرش البوسنة بعد وفاة ملكها اسطفان تڤرتكو الثاني (بالبوسنوية: Stjepan Tvrtko II Kotromanić) عام 1443م.

بعد الهزيمة المُريعة للصليبيين في معركة ڤارنا يوم 28 رجب 848هـ الموافق في 10 نوڤمبر 1444م، تمكن هونياد من الوصول إلى المجر خلال يومين لوجود أدلةٍ معه يرشدونه على الطريق، وفي المصادر العثمانية أنه انسحب إلى الأفلاق.
قامت الأراضي التي استعادها برانكوڤيتش بحماية جنود المجر الهاربين من العثمانيين، وانهار النظام في البلاد تمامًا مرة أخرى.
في ربيع عام 1446م، عاد السلطان مراد إلى العرش وقام بالحملة الأولى ضد الإمبراطور البيزنطي قسطنطين الحادي عشر باليولوج، الذي أصبح لاحقا آخر إمبراطور بيزنطي عند فتح القسطنطينية، ولم يزعج ذلك برانكوڤيتش. وفي أوقات السلم النسبي، انتعشت التجارة في صربيا وأصبح أقوى مركز اقتصادي هو سمندرية؛ التي اجتذبت التجار ليس فقط من مدن بلغراد ورودنيك وبودرينيا، ولكن أيضًا من نوفي بردو وبريشتينا ومدن أخرى بعيدة، وخاصة مع المجر المجاورة.
أراد هونياد الانتقام من الهزيمة الثقيلة في معركة ڤارنا ومواصلة الحرب، وبالفعل بدأ في الاستعداد لحملة جديدة وطلب المساعدة من جميع الجهات، لكن الرد كان ضعيفا ولم يساعده البابا، وقدم ألفونسو الخامس ملك مملكة أرغون وعودًا فارغة، ولم ترغب البُغدان (مولدوفا) حتى في سماع أخبار عن تجدد القتال وحافظت على السلام المبرم مع السلطان عام 1446م. إلا أن دوبروفنيك وافقت بالكاد على منح 2000 دوكات على الرغم من أنها كانت تحت الحكم المجري ، واشترطت ألا تدفعها إلا عندما يعبر هونياد نهر الدانوب مع جيشه. فقط النبيل الأرناؤوطي المتمرد إسكندر بك أراد المساعدة والمشاركة شخصيًا في الحرب. اعتذر الملك الفرنسي بالقول إنه لا يستطيع المساعدة بسبب حربه مع عدوه القديم الملك الإنجليزي.
وعلى الرغم من وعدهم، لم يضحوا كثيرًا من أجل القضية، كما وعدوا، بل تأخر الأسطول البابوي، وكان سبب التأخير هو نقص الأموال في مجمع البندقية، وتم الإدلاء ببيان توبيخ على البابا الذي قضى كل هذا الوقت في تجهيز السفن، رغم أنه أخذ الضريبة الكنسية المخصصة لهذا الغرض. ولم يقم الإمبراطور البيزنطي بأية استعدادات للحرب، رغم أنه لم يبخل في ذلك الوقت بالكلمات المشجعة أيضًا.
وعلى الرغم من أن هونياد لم يتلق مساعدة من المسيحيين إلا أنه لم يتخلّ عن القتال، وبحلول عام 1448م تمكن من حشد جيش جديد ليشنّ حملة عسكرية ضد السلطان مراد الثاني، ودعا الحاكم الصربي برانكوڤيتش للانضمام إليه ولكن لم يتوصلا لاتفاق، فقطع العلاقات مع برانكوڤيتش، ومما زاد الطين بلة أنه سار بجيشه عبر صربيا، مما دفع برانكوڤيتش لإبلاغ السلطان مراد بالحملة المجرية، ومَنَعَ للمرة الثانية الجيوش الصليبية الأخرى من الانضمام إلى هونياد.
وبذلك تجلى عجز الدول المسيحية عن توحيد قواها ضد العثمانيين بوضوح تام في عام 1448م أثناء حملة هونياد على صربيا، وكان ديسپوت الصرب جُريج برانكوڤيتش الذي عاد إلى السلطة مؤخراً مدركاً لموقفه المكشوف في مواجهة العثمانيين، ولم يكن راغباً في المخاطرة ببقائه السياسي في حملة قد تكون بلا جدوى. ولم يكتف بالبقاء على الحياد، بل إنه أبلغ السلطان مراد باتجاه مسيرة جيش هونياد، واحتل الممرات الجبلية على الحدود الصربية الألبانية ليمنع وصول النبيل الأرناؤوطي إسكندر بك المتمرد على العثمانيين. وفي المقابل، تعامل هونياد مع صربيا بلا رحمة، فنهب الريف ودمره كما لوكان يمر عبر دولة معادية. ولم تكن هناك قوات صربية موجودة في معركة كوسوڤو الثانية، حيث هُزم جيش مسيحي للمرة الثانية في مواجهة كبرى مع العثمانيين. وفي الوقت نفسه، تسبب هجوم البندقية على شمال ألبانيا في تأخير إسكندر بك عن مساعدة هونياد. ولقد رد برانكوڤيتش على الأضرار التي ألحقها الجيش المجري بصربيا بأسر هونياد أثناء انسحابه بعد الهزيمة، وسجنه. وكان عدم التعاون بين الدول المسيحية نمطيا للغاية في تلك الفترة، حيث تسببت الأهداف قصيرة المدى في تجاهل تلك الدول لمصلحتها المشتركة في منع توسع الفتوحات العثمانية.

### دور يوحنا هونياد
في نفس عام معاهدة أدرنة-سكدين 1444م، عندما أراد الجيش الصليبي الزحف إلى أدرنة عبر الأراضي الصربية والبلغارية لمباغتة العثمانيين رغم معاهدة الصلح بينهما، رفض جُريج برانكوڤيتش مرورهم ولم ينضم إلى الصليبيين. وبعد تعرضه لهزيمة من السلطان العثماني مراد الثاني في معركة ڤارنا 1444م، أضحى هونياد ينتظر اللحظة المناسبة للانتقام.

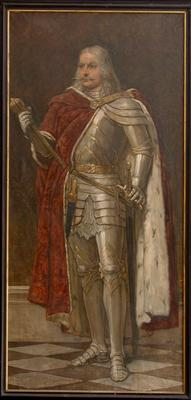
يوحنا هونياد؛ منحه البابا بيوس الثاني (حبريته 1458م-1464م) لقب بطل المسيح، ولُقّبَ بالفارس الأبيض.

قضى هونياد عام 1445م في ترتيب الشؤون الداخلية لبلاده. وفي عام 1446م اضطر إلى تنظيم حملة في «ستيريا»  (تقع جنوب شرق النمسا بالقرب من سلوڤينيا) ضد أولريتش الثاني  قُمَّس «تسليه» (تقع حالياً في سلوڤينيا)، الذي استولى على سلاڤونيا وقلاع كل من أسقفية زغرب ودير "ڤرانا". وبدلاً من محاولة استعادة القلاع المحتلة، اكتفى هونياد بتدمير أراضي تسليه في ستيريا، وهي العملية التي لم تسفر عن أية نتيجة سياسية على الإطلاق. ثم في أواخر خريف نفس العام، قاد حملة أخرى ضد فريدريك الثالث آل هاپسبورغ، ملك ألمانيا (الذي أصبح لاحقاً إمبراطور روماني مقدس منذ 1452م وحتى وفاته، وهو أول إمبراطور من أسرة هابسبورغ العريقة)، ونهب جميع أراضي هاپسبورغ، ولكن دون أن يتمكن من إجبار خصمه على تقديم أي تنازلات. وفي النهاية أبرم اتفاقيات مع كل من كونتات تسليه وفريدريك على أساس الوضع الراهن. وبحلول وقت حملته ضد فريدريك، كان هونياد قد انتُخِب حاكماً على المجر في يونيو/حزيران 1446م باسم الملك الرضيع.
بدا لهونياد أن إسكندر بك الذي شارك في تحالف عام 1444م، قد علا نجمه تدريجياً كزعيم للمتمردين الأرناؤوط الألبان، وأنه لديه مصلحة راسخة في قتال العثمانيين. وبدا أيضاً أن الهجوم المشترك والمُنَسَّق ضد العثمانيين من المجر وألبانيا، بمساعدة مالية ومادية من ألفونسو الخامس ملك أراغون، قد أتاح الفرصة لتوجيه الضربة التي طال انتظارها للسلطان مراد، والتي كانت من وجهة نظر هونياد من شأنها أن تؤدي إلى طرد الإمبراطورية العثمانية من أوروبا. وجد هونياد حلفاءه في شخص الملك ألفونسو الخامس وإسكندر بك. كان ألفونسو، بطموحاته الخاصة في البلقان، قد شرع في إنشاء شبكة من التحالفات على طول البحر الأدرياتيكي الشرقي في أربعينيات القرن الخامس عشر في ظل قوة عسكرية قوية. وبحلول نهاية عام 1447م كانت الخطة قد اتخذت معالم واضحة إلى حد ما، فقد طلب هونياد من ألفونسو مائة ألف فلورين لتجهيز ستة عشر ألف جندي، كان من المقرر تجنيدهم في المجر.
وفي عام 1447م قمع هونياد ثورة الأفلاق المُحالِفة للعثمانيين وخلع ڤويڤود الأفلاق، ڤلاد الثاني دراكول، في ديسمبر من نفس العام، ونصب حاكما مواليا للمجر. ثم حانت فرصة في عام 1448م لشن حملة صليبية جديدة على الدولة العثمانية، ولكنها كانت في الوقت نفسه فرصة لديسپوت الصرب برانكوڤيتش لتأكيد ولاءه للعثمانيين، فرفض مرة أخرى السماح بمرور الحملة الصليبية عبر أراضيه وطلب مساعدة السلطان مراد بدلاً من ذلك.
كان هونياد قد تمكن بحلول عام 1448م من جمع جيش لشن حملة ضد العثمانيين، اعتمد فيها على دعم السكان المحليين في البلقان. وفي سبتمبر 1448م، عبر هونياد مع الجيش نهر الدانوب، يعتزم انضمام جيش إسكندر بك إليه، وكانت أراضي جُريج برانكوڤيتش تقع بين جيش الحاكم المجري هونياد وجيش الأمير الأرناؤوطي إسكندر بك. أقام هونياد معسكراً بالقرب من العاصمة الصربية سمندرية، حيث انتظر المجريون شهراً واحداً لوصول حلفائهم: الصليبيون الألمان، وحاكم الأفلاق والجيوش البوهيمية والجيوش الأرناؤوطية بقيادة إسكندر بك. ومع ذلك لم يأت الأرناؤوطيون لأن جُريج برانكوڤيتش حليف العثمانيين ووالد زوجة السلطان مراد الثاني، كان قد احتجزهم ومنع مرورهم.
قاد هونياد جيوشه في عمق أراضي العثمانيين دون توفير الحماية الكافية لانسحاب محتمل.

## مقدمات المعركة
في عام 1448م، رأى يوحنا هونياد حاكم المملكة المجرية وكان وصياً على عرش المجر، أن الوقت قد صار مناسباً لقيادة حملة أخرى ضد الدولة العثمانية واستند في استراتيجيته على التمرد المتوقع من ثورة شعوب البلقان، وإمكانية تنفيذ هجوم مفاجئ، وتدمير القوة الرئيسية للعثمانيين في معركة واحدة. كان هونياد في قمة الاندفاع وقاد قواته دون أن يترك أي دعم احتياطي ورائه.

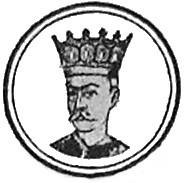
الصورة الوحيدة لحاكم الأفلاق: ڤلاديسلاڤ الثاني.

وفي شهر سبتمبر من عام 1448م، سار هونياد مع حاكم الأفلاق الجديد «ڤلاديسلاڤ الثاني» بجيش قوامه قرابة سبعين ألف رجل (في المصادر العثمانية) من القوات المجرية من مدينة «بست» (لاحقاً: بودابست، عاصمة المجر) وعَبَر بالجيش نهر الدانوب وعسكر بهم في بلاد الصرب بالقرب من «كوڤين» ، خارج العاصمة الصربية «سمندرية» ، ينتظرون قدوم جيش إسكندر بك الأمير الأرناؤوطي المتمرد على العثمانيين لينضم إليهم.
كان السلطان مراد الثاني بعد انتصاره في معركة ڤارنا قد سار بالجيش ومعه ابنه الشاهزاده محمد (الثاني) وأخمدوا الثورة في المورة (جنوب اليونان) ثم في الأرناؤوط. وفي نفس تلك الفترة عَلِم السلطان مراد الثاني باستعداد جيش الصليبيين الجديد للكرّ عليه مرة أخرى، فأسرع إلى صوفيا عاصمة إيالة الروملي العثمانية (عاصمة جمهورية بلغاريا حالياً) لينضم إلى قواته الموجودة هناك، وتحرك بقوة مكونة من ستين ألف رجل متجهاً إلى كوسوڤو (قوصوه بالكتابة العثمانية).

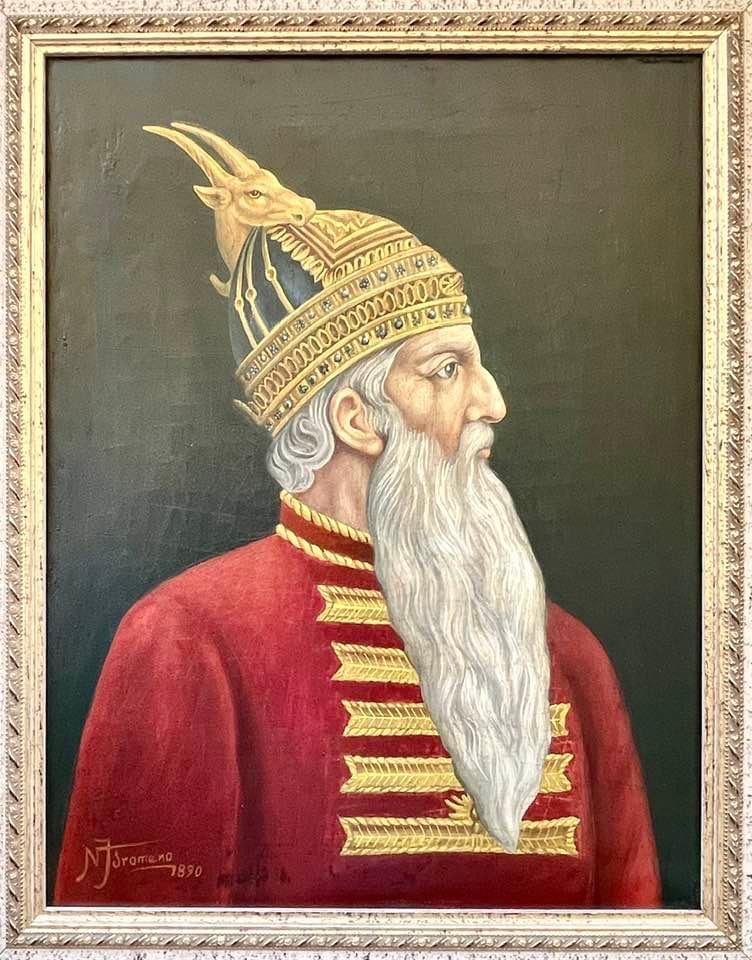
رسم يعود لعام 1890م للمتمرد الأرناؤوطي إسكندر بك، واسمه الحقيقي جرجس كستريو. تربى في القصر العثماني، ويُروى أنه اعتنق دين الإسلام، وعمل بالجيش العثماني وأصبح قائداً لبعض القطاعات العسكرية، ثم ارتد عن الإسلام إلى النصرانية من جديد وتمرّد.

كان هدف هونياد الأساسي هو غزو البلاد الصربية ثم التحرك صوب بلغراد وكوسوڤو، وكان يعتقد بأن الجيش العثماني مازال متواجداً في الأرناؤوط، فأراد مهاجمته من الخلف، أو في أسوأ الاحتمالات أن ينتظر مستعداً بجيشه في سهل كوسوڤو في أفضل موضع عسكري منتظراً قدوم العثمانيين لإجبارهم على خوض المعركة في وضع ميداني سيء.
عسكرت القوات المجرية هناك مدة شهر كامل بانتظار وصول الجيش الصليبي الألماني، وحاكم الأفلاق، والجيشان: البوهيمي والأرناؤوطي. ومع ذلك، لم يأت جيش الأرناؤوطيين بقيادة إسكندر بك، لأن ديسپوت (حاكم) الصرب «جُريج برانكوڤيتش» ، حليف السلطان مراد الثاني، قد احتجزهم ومنعهم من المرور بأراضيه. وكان برانكوڤيتش هو والد الأميرة «مارا» زوجة السلطان مراد الثاني.

## تعداد القوات المتحاربة

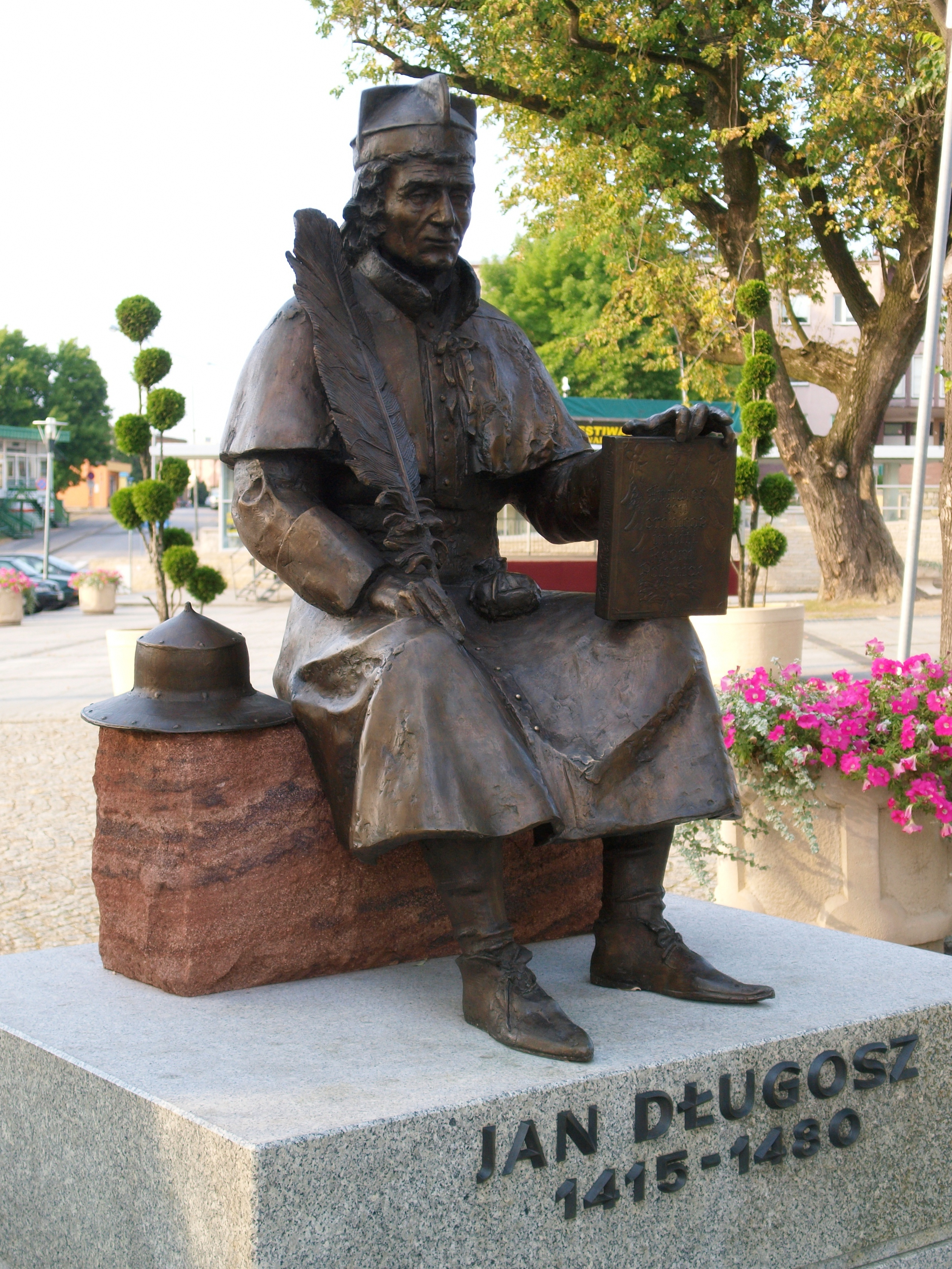
نُصُب تذكاري للكاهن والدبلوماسي والجندي البولوني «يُوحنَّا دوغوش» (1415م - 1480م) بمدينة كلوبوك (Kłobuck) بجنوب پولندا، وهو يُعتبر أول مؤرخ پولندي. بالغ دوغوش المُعاصر للمعركة في تأريخه لعدد العثمانيين المنتصرين بعشرة أضعاف الصليبيين، لكي يُبرر تلك الهزيمة النكراء، ولم يوافقه في ذلك أي مؤرخ آخر.

تُشير المصادر - على اختلافها - بتباين كبير في تعداد الجيشين وحصر القتلى. بالغ المؤرخون الغربيون في تعداد الجيش العثماني، لإخفاء مرارة الحدث العظيم والخسارة الفادحة للصليبيين.
كتب المؤرخ المجري پالوسفالڤي  أنه من المستحيل حساب حجم جيش هونياد بالضبط.  ومع ذلك، اعتبر أنَّ هذا كان أكبر جيش إطلاقاً جمعه هونياد لحرب العثمانيين.
المصادر المجرية

- كان تعداد الصليبيين قُرابة خمسة عشر ألف خيّال، وثمانية آلاف فارس، وستة آلاف من المشاة.[la 23][la 24]
- كان تعداد العثمانيين قُرابة سبعة آلاف جندي إنكشاري، وعشرة آلاف من فرسان سپاهية الأناضول والروملي، وعشرة آلاف من فرسان الآقنجيّة، وعشرة آلاف من جنود العَزَبْ (المشاة الخفيفة غير النظاميين).
- قتلى الصليبيين قُرابة خمسة عشر ألف محارب.
- قتلى العثمانيين، غير معروف.

مصادر غربية أخرى

- تراوح تعداد الصليبيين بين اثنين وعشرين ألفاً إلى ثلاثين ألف محارب، منهم خمسة آلاف من البولونيين، وأربعة آلاف من الأفلاق وثلاثة آلاف من البُغدان.[la 23]
- تراوح تعداد العثمانيين من أربعين ألف إلى ستين ألف محارب.[la 24]
- خسائر الصليبيين تراوحت بين ستة آلاف وسبعة عشر ألف محارب بين مقتول ومأسور.[la 25][la 26][la 27]
- وصل عدد قتلى العثمانيين إلى أربعة آلاف محارب.[la 25]

المصادر العثمانية

- وصل تعداد الصليبيين لقرابة ستين ألفاً، وفي مصادر: مائة ألف.[67]
- كان تعداد العثمانيين قُرابة أربعين ألفاً.
- قتلى الصليبيين قُرابة سبعة عشر ألفاً، وفي مصادر: وأُسر الباقي.[67]
- قتلى العثمانيين، غير معروف، وفي مصادر: أربعة آلاف.[67]

| المصدر | جيش هونياد                                                                                                  | جيش العثمانيين                                                             | مجموع الجيشين       | ملاحظات                                                                                      |
| --- | --- | -------------------------------------------------------------------------- | ------------------- | -------------------------------------------------------------------------------------------- |
| أنطونيو بونفيني Antonio Bonfini (1427م-1502م) مؤرخ البلاط لملك المجر وبوهيميا «متَّى كورفينو» | 22,000 |                                                                            |                     | لم يُقدّر تعداد جيش العثمانيين                                                                 |
| عروچ بك بن عادل القزَّاز (وَصَفَ التاريخ العثماني حتى عام 907ه/1501/1502م) مؤرخ عثماني من القرن الخامس عشر كتب "تاريخ عروچ بك" ويُطلق عليه أحيانً ”تاريخ آل عثمان (أوروچ بك)“ | | 10,000 عَزَب 8,000 إنكشارية وجراخور 30,000 آقنجية جمعوا قرابة 100,000        |                     | لم يُقدّر تعداد جيش المجريين                                                                   |
| يُوحنَّا دوغوش (1 ديسمبر 1495م - 19 مايو 1480م) كاهن ودبلوماسي وجندي بولوني. يُعتبر أول مؤرخ پولندي. | ما لا يقلُّ عن 30,000 (منهم 12,000 قتيل و15,000 أسير)                                                         | 360,000                                                                    | 390,000             | بالغ في إظهار عدد العثمانيين عشرة أضعاف الصليبيين كي يُبرر الهزيمة النكراء لهؤلاء             |
| يوحنَّا التوروكي Johannes de Thurocz (ق. 1435م - 1488م أو 1489م) مؤرخ مجري ومؤلف الكتاب اللاتيني «Chronica Hungarorum» (تاريخ المجريين)، وهو العمل الأكثر شمولاً في القرن الخامس عشر الميلادي عن المجر وأول تاريخ للمجر كتبه شخص عادي. | ما يزيد قليلاً عن 24,000                                                                                     | 200,000                                                                    | 224,000             | بالغ في إظهار عدد العثمانيين قائلاً أنهم فاقوا الصليبيين ثمانية أضعافٍ كي يُبرر الهزيمة النكراء |
| يوحنا لينكلافيوس Johannes Leunclavius (ق. 1533م/1541م-1594م) | | 50,000 - 60,000                                                            |                     | لم يُقدّر تعداد جيش هونياد                                                                     |
| في رسالة من المبعوث الفرنسي في القسطنطينية، بتاريخ 8 ديسمبر 1448م، إلى دوق بُرغُونية | 40,000 | 400,000                                                                    | 440,000             | بالغ في إظهار عدد العثمانيين قائلاً أنهم فاقوا الصليبيين ثمانية أضعافٍ                         |
| في رسالة بتاريخ 25 نوڤمبر 1448م إلى البابا بيوس الثاني، بابا الكنيسة الكاثوليكية منذ عام 1458م | 70,000 | 200,000                                                                    | 270,000             | بالغ في إظهار عدد العثمانيين 3 أضعاف الصليبيين كي يُبرر الهزيمة النكراء للصليبيين             |
| لاونيكوس تشالكوكونديلوس Laonikos Chalkokondyles (1430م-1470م) مؤرخ بيزنطي يوناني من أثينا، اشتهر بتقديم عروضه للتاريخ في عشرة كتب، والتي سجل فيها آخر مائة وخمسين عامًا من حياة الإمبراطورية البيزنطية. | 51,000 (منهم 47,000 فارس و4,000 مشاة)                                                                       | 15,000 ولكن جوزيف ڤون هامر يُشير إلى أن هذا خطأ الناسخ، فيرفعها إلى 150,000 | 201,000             | بالغ في إظهار عدد العثمانيين فجعلهم أربعة أضعاف الصليبيين                                    |
| جوزيف بانلاكي (14 فبراير 1863م - 12 أكتوبر 1945م) ضابط ومؤرخ عسكري، كتب أحد أعظم الأعمال في التاريخ العسكري المجري، مؤلف من أربعة وعشرين مجلداً للتاريخ العسكري للأمة المجرية. | 24,000 | 150,000 - 200,000                                                          | 174,000 إلى 224,000 | بالغ في إظهار عدد العثمانيين ما بين ستة وثمانية أضعاف الصليبيين                              |
| لاجوس كيس (مارس 1881م - 2 فبراير 1965م) عالم إثنوغرافي (عِلم الأعراق) | | ما لا يقلُّ عن 150,000                                                       |                     | لم يُقدّر تعداد جيش هونياد                                                                     |
| جوزيف فون هامر - برجشتال (1774م-1856م) مستشرق نمساوي. | | 50,000                                                                     |                     | لم يُقدّر تعداد جيش هونياد                                                                     |
| - جون بانيل بيوري (1927م-1861م) (1861-1927) مؤرخ وكاتب ولغوي بريطاني، أستاذ بجامعة كمبردج نشر نصوصا بيزنطية كما نشر كتاب إدوارد جيبون: «اضمحلال الإمبراطورية البريطانية وسقوطها». - هنري ميلفيل جواتكين (30 يوليو 1844م - 14 نوڤمبر 1916م) عالم لاهوت إنجليزي ومؤرخ كَنَسِي، عُيِّن أستاذاً للتاريخ الكنسي في جامعة كمبردج. - جيمس پاوندر ويتني (30 نوڤمبر 1857م - 17 يونيو 1939م) مؤرخ كَنَسِي بريطاني، رُسِّم كاهناً أنجليكانياً عام 1895م. كان أستاذاً للتاريخ الكنسي في كُلِّيَّة الملك بكمبردج. وكان أستاذاً للتاريخ الكنسي في جامعة كمبردج، ومحرراً مشتركًا لكتاب «تاريخ العصور الوسطى في كمبردج». | 24,000 (منهم ثمانية آلاف من الأفلاق وألفيّ ألماني)                                                           | 100,000                                                                    | 124,000             | بالغوا في إظهار عدد العثمانيين فجعلوهم أربعة أضعاف الصليبيين                                 |
| فلاديمير تشوروڤيتش (27 أكتوبر 1885م - 12 أبريل 1941م) مؤرخ صربي وأستاذ جامعي ومؤلف وأكاديمي. | 70,000 أو 17,000 مجري                                                                                       |                                                                            |                     | لم يُقدّر تعداد جيش العثمانيين                                                                 |
| مصطفى سيزار (1920م - 3 ديسمبر 2009م)، مؤرخ تركي. | 50,000 - 60,000 (منهم خمسٌ وعشرون ألف مجري وثمانية آلاف من الأفلاق، ومفارز ألمانية وبولونية وبوهيمية وصقلّية) |                                                                            |                     | لم يُقدّر تعداد جيش العثمانيين                                                                 |
| إسماعيل حقي أوزون تشارشيلي (23 أغسطس 1888م - 10 أكتوبر 1977م) أكاديمي ومعلم وسياسي ومؤرخ تركي، يُعتبر من الأسماء التي قدمت مساهمات مهمة في التاريخ العثماني بدراساته. | 90,000 | 100,000                                                                    | 190,000             |                                                                                              |
| يلماز أوزتونا (20 سبتمبر 1930م - 9 فبراير 2012م) كاتب ومؤرخ وصحفي تركي، من أشهر مؤلفاته والتي تُرجمت إلى اللغة العربية كتاب «تاريخ الدولة العثمانية». | 100,000 |                                                                            |                     | لم يُقدّر تعداد جيش العثمانيين                                                                 |

## المعركة

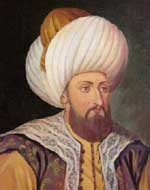
قاد السلطان مراد الثاني بنفسِهِ المدفعية وجنود الإنكشارية في المعركة.

قبل بدء المعركة، أرسل السلطان مراد مبعوثاً إلى هونياد يعرض السلام ولكن هونياد رفض، وعاد المبعوث إلى السلطان دون أن يحقق شيئاً.
كان تعداد القوات الصليبية يتراوح بين اثنان وعشرون ألفاً وثلاثين ألف رجل، وتختلف المصادر اختلافاً كبيراً في تقييم تلك الأعداد، كما تقدم تفصيله. وبحسب المؤرخين العثمانيين، كان الجيش العثماني مسلحاً بالبنادق والمدافع. وكان الصليبيون مقسمون إلى ثمانية وثلاثين كتيبة، معظمها لا تعرف إحداها لغة الأخرى. وصلت القوات الصليبية إلى سهل كوسوڤو الذي وقعت فيه قبل نحو ستين عاماً معركة قوصوه (الأولى) الأكثر شهرة والتي كانت أيضاً بين الصرب بقيادة الأمير «لازار هربليانوڤيتش»  والعثمانيين بقيادة السلطان مراد الأول وانتهت بانتصار العثمانيين.

التقى هونياد يوم الخميس 17 أكتوبر 1448م بالجيش العثماني في سهل كوسوڤو، وكان العثمانيون قد اتخذوا بالفعل مواقعهم يوم 16 أكتوبر.
عندما ظهر هونياد بجيشه في سهل كوسوڤو، احتلت فرسانه التلال وحصّنوا تلك المواقع «بمتاريس عربات الحرب الهوسية». اصطف الجيشان متقابلين في ذلك اليوم، وبدأت المعركة في اليوم التالي.
استمرت المعركة لثلاثة أيام، قاد فيها السلطان مراد الثاني بنفسِهِ المدفعية وجنود الإنكشارية، وفقاً لحفيد الشيخ بدر الدين محمود (1359م-1420م) الذي شارك شخصياً في هذه المعركة، بينما أسند قيادة قوات الأناضول بالجناح الأيمن للجيش العثماني لابنه وخليفته في المستقبل: السلطان محمد الفاتح وهو ابن ستة عشر ربيعاً ليواجه معركة حربية للمرة الأولى في حياته. قاد هونياد قلب الجيش الصليبي في المعركة بينما كانت ميمنة الصليبيين تحت قيادة الأفلاق، أما المجريون فكانوا يمتلكون مدافع طويلة المدى.
في اليوم الأول من المعركة، لم يُجد نفعا أي هجوم قام به هونياد. وفي اليوم الثاني، تعرض المجريين للهجوم من الأمام والخلف، لكنهم تمكنوا من إعادة تجميع صفوفهم واستعادة خنادقهم، وعندما عاين حاكم الأفلاق شدة الرجال العثمانيين أرسل رجاله إلى السلطان مراد للتفاوض مع الصدر الأعظم خليل باشا الجاندارلي بأن ينحاز الأفلاق من جانب المجريين إلى صفوف العثمانيين مقابل العفو عنهم. وفي اللحظة الحرجة من المعركة، انحاز8,000 جندي أفلاقي إلى العثمانيين في مفاجأةٍ غير متوقعةٍ لهونياد. كانت خسارة ثمانية آلاف مقاتل من التحالف الصليبي، إضافةً إلى القوات الصليبية التي ضُربت من الخلف، حاسمةً في مجريات المعركة وتقرير مصيرها. وبحلول المساء أضمر هونياد النجاة بنفسه، فجمع قادته، وأمر الألمان والمدفعية بالتمركز في مواجهة المواقع التي احتلها العثمانيون أثناء المعركة، مُعداً بذلك خطةً هروبه من المعركة وإعداد طريقاً لانسحابه بعدما تيقن بأن الهزيمة قد حُسمت. ثم ترك المعركة ليلا قبيل الفجر، تاركا الإنكشارية يقتلون كل من بقي من الصليبيين في أرض المعركة بلا قيادة صبيحة اليوم الثالث ولتنتهي المعركة بنصر حاسم للعثمانيين.

### قبيل المعركة 16 أكتوبر
تصافَّ الجيشان لمدة يوم ونصف يوم في مواجهة بعضهما بعضاً، وكان هذا التأخير في صالح العثمانيين لأن غالب جنودهم المُصطفين كانوا مُدرَّعين بدروعٍ خفيفة، بينما كان في جيش هونياد العديد من الفرسان ذوي الدروع الثقيلة، الذين وجدوا صعوبة في الانتظار طويلاً. ولذلك كان هونياد هو أول من بدأ المعركة في نهاية الأمر.

### اليوم الأول من المعركة 17 أكتوبر

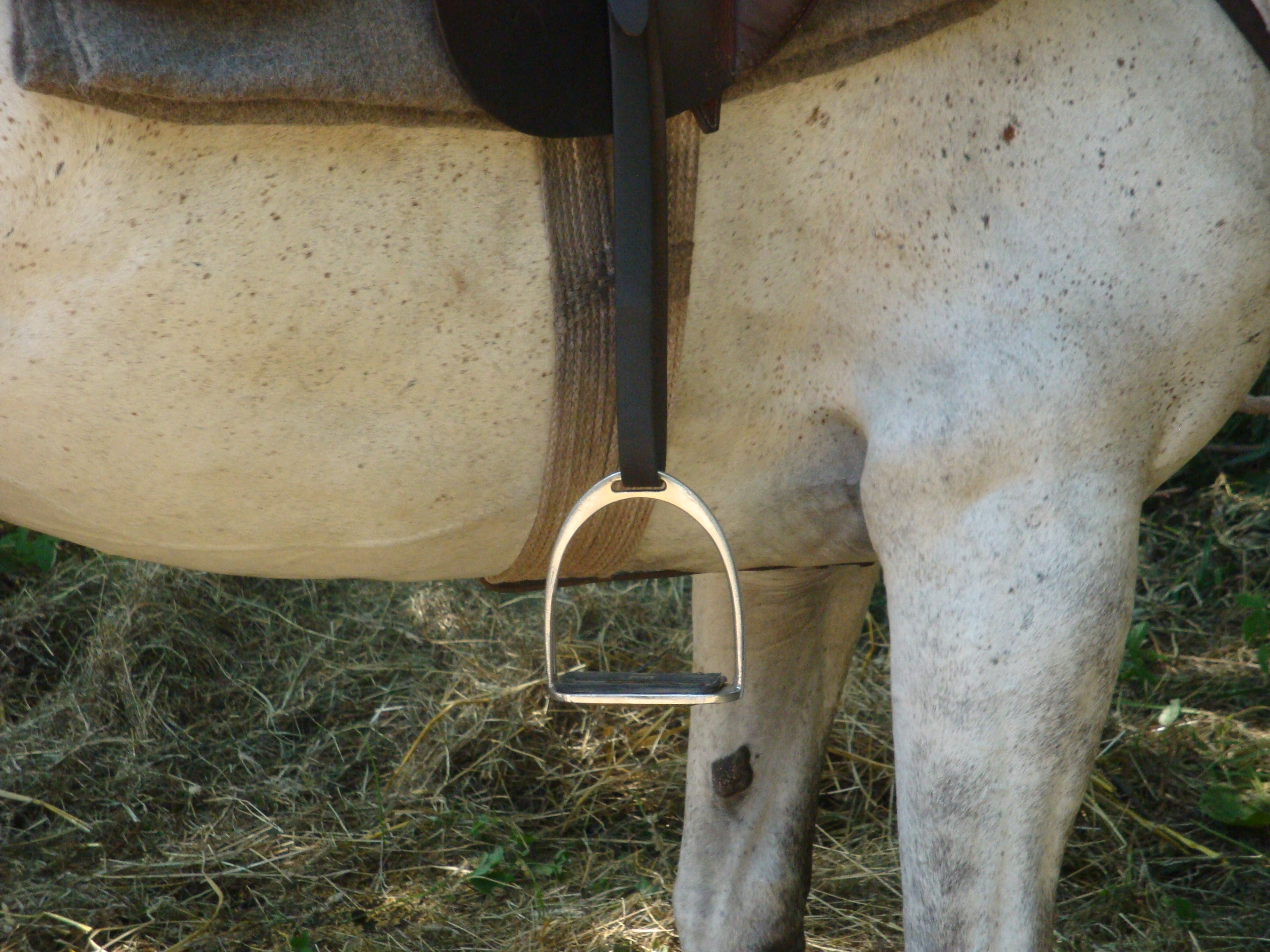
«حزام السرج» يربط خصر الجواد بالسرج كما يظهر في الصورة خلف الركاب المتدلي. خلال نزال فردي قبل بدء المعركة، سقط الفارس المجري عن جواده فاستبشر العثمانيون واعتبروها بُشرى النصر، بينما انقطع حزام سرج الفارس العثماني «إلياس» فلم يُجهز على المجري.

في اليوم التالي 17 أكتوبر 1448م لم يأتِ أحد بأي حركةٍ حتى الظهر، ثم اُفتُتحت المعركة بمصادماتٍ خفيفة.
بعد تنظيم القوات المتحاربة في أماكنها مباشرةً انطلق أحد الفرسان المجريين وتحدى العثمانيين لنزالٍ فرديٍّ فتقدم منهم محارب يٌدعى «إلياس» واشتبك معه. خلال المبارزة سقط الفارس المجري عن حصانه في الوقت الذي انقطع حزام السرج الذي يربطه بخصر جواد إلياس، فانزلق سرجه إلى ذيل الحصان، وبالكاد تمكن إلياس من البقاء على سرجه ولم يستطع استغلال سقوط المجري عن جواده. عاد المتبارزان إلى موقعيهما دون نتيجةٍ حاسمةٍ للنزال [معرفة من هو الأقوى]، ولكن العثمانيين استبشروا بسقوط المجري.
في فترة ما بعد الظهر هاجم هونياد الأجنحة العثمانية بسلاح فرسان مختلط (خفيف وثقيل)، مما تسبب في خسائر كبيرة من الجانبين، إلا أن ذلك الهجوم لم يؤثر تاثيراً كبيراً على نتيجة المعركة. اجتمع هونياد بمجلس الحرب بعد انتهاء القتال لمناقشة كيفية المضي قدماً، وبناءً على نصيحة أميرٍ عثماني مُنشق يُدعى "داود"، قرر هونياد مهاجمة العثمانيين في منتصف الليل. فوجئ إنكشارية بالهجوم الليلي ولكنهم استطاعوا رغم ذلك الصمود بوجه المهاجمين، ولما أدرك هونياد أن استمرار الهجوم غدا بلا جدوى أعاد مع الفجر مفارزه المتعبة إلى مواقعها الأصلية ولم يحرز تقدماً نتيجة الاشتباك.
هناك أكثر من رواية لتسلسل بدء العمليات العسكرية:
الرواية الأولى:
بدأت المعركة بهجوم من هونياد بفرسان مختلطة: فرسان خفيفة وفرسان ثقيلة مُدرعة على جانبيّ الجيش العثماني الميمنة والمسيرة.
ظلَّ جناحا الجيش العثماني الميمنة والميسرة المكونان من جنود الروملي والأناضول يتلقيان الضربات ويتراجعان عن مواقعهما دون أن ينكسروا حتى وصلت الخيالة الخفيفة العثمانية لتعزيزهم، فاندحرت الأجنحة الصليبية وانكسرت لاحقاً وتراجع الناجون منهم إلى القوة الرئيسية لهونياد في قلب الجيش الصليبي.
الرواية الثانية:

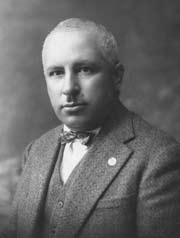
إسماعيل حقي أوزون تشارشيلي، مؤرخ تركي أرّخ لعدد الجيشين المتحاربين في معركة قوصوه الثانية بقرابة تسعين ألف صليبي مقابل مائة ألف عثماني. يتوافق هذا التقدير مع شراسة المعركة التي استمرت ثلاثة أيام لتكافؤ المتحاربين، مخالفاً المؤرخين الغربيين الذين بالغوا بتدوين أضعاف عدد العثمانيين كي يُبرروا هزيمة الصليبيين النكراء. جاء تقييمه قريباً مما سُجِّل في رسالة بتاريخ 25 نوڤمبر 1448م إلى پيوس الثاني، بابا الكنيسة الكاثوليكية.

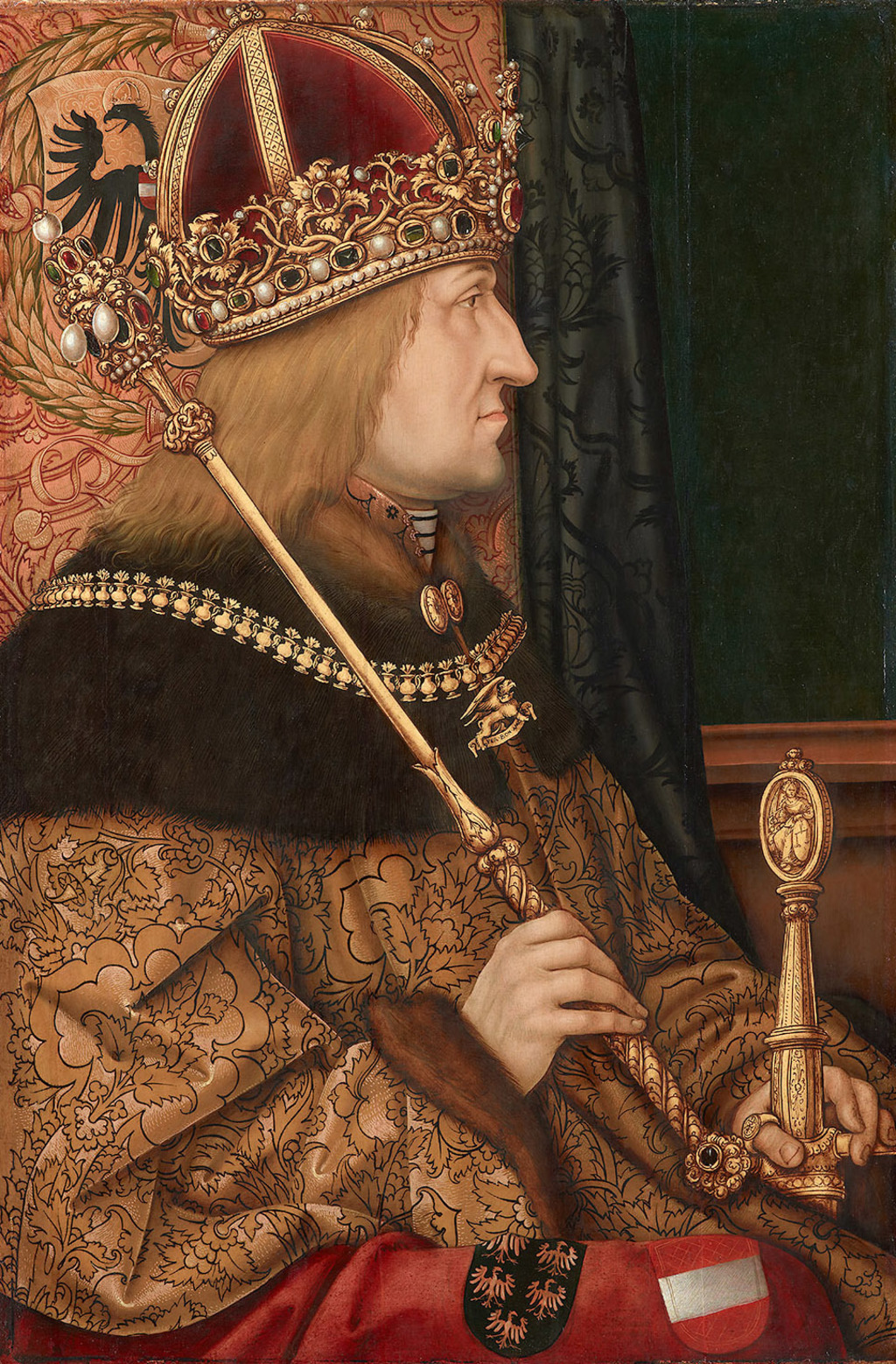
القيصر فريدريك الثالث ابن إرنست الحديدي دوق النمسا من آل هابسبورغ وحاكم مقاطعات ستيريا وكارينثيا وكارنيولا التي تمثل الأجزاء الرئيسية من دوقية النمسا الداخلية، سلَّم حُكم المجر من هونياد الذي كان وصياً على عرش المجر إلى الملك اليافع «لاديسلاوس اليتيم» عام 1452م، بعد هزيمة معركة قوصوه الثانية.

الرواية المجرية: بدأ اليوم بهجوم فرسان السپاهية على المجريين الذين أوقفوا ذلك الهجوم إلا أنهم لم يستطيعوا القيام بهجوم مضاد نظراً لقوة المشاة العثمانيين.
اندلع الذعر في سلاح الفرسان المجريين عندما خَبِرُوا استحالة اختراق قلب الجيش العثماني مما أدى إلى فرار أجنحة الجيش المجري من المعركة.
الرواية المشتركة لما بعد ذلك:
عندما رأى هونياد هزيمة جناحيه هاجم قلب الجيش العثماني بقوته الرئيسية المؤلفة من الفرسان المُدرعة والمشاة الخفيفة ولم ينجح جنود الإنكشارية في صد ذلك الهجوم وأحرز الفرسان الصليبيون تقدماً في قلب الجيش العثماني حتى أوقفوا عند مضارب «المعسكر العثماني» واستحكامات السلطان.
عندما أُوقف الهجوم الصليبي الرئيسي أعاد المشاة العثمانيون تجميع صفوفهم ونجحوا بدفع الفرسان المجريين للخلف، وبذلك تمكنتِ العثمانيون من التغلب على سلاح الخيالة الخفيفة التي أضحت بدون دعم وحماية من الخيالة المُدرعة، فتراجعت القوات المجرية إلى معسكرها تاركةً المشاة للإبادة على يد العثمانيين، وخلال هذا التراجع قَتَلَ القنَّاصةُ العثمانيون الإنكشاريةُ مُعظم النبلاء المجريين.
داهمت قوات هونياد العثمانيين في مساء اليوم نفسه، لكن الهجوم صُدَّ، وفي تلك الليلة أيضاً تبادل الطرفان القصف المدفعي.

### اليوم الثاني من المعركة 18 أكتوبر
بدأ الهجوم الرئيسي في صباح اليوم الثاني 18 أكتوبر واستمر حتى المساء ولكن لم يستطع أي من الجانبين أن يحسم المعركة لصالحه.
هاجم الصليبيون جناحي الجيش العثماني في وقتٍ واحدٍ، فأمر مراد الثاني قوات القلب المؤلفة من العزب والإنكشارية بالثبات في مواقعها وسحب قوات الميمنة والميسرة في خداعٍ تكتيكي. يرى المؤرخون الغربيون أن المجريين أجبروا فرسان الجناحين الأناضول والروملي العثمانيين على التراجع، في حين أوقعت هذه الخدعة التكتيكية المجريين لاحقاً تحت حصار العثمانيين.
عندما رأى هونياد انسحاب جناحي الجيش العثماني، هاجم القلب بكل قواته لاستغلال الفرصة السانحة. كان انسحاب المُجنّبتين خدعةً من السلطان الذي -عقب إلقاء هونياد بكامل ثقله في الهجوم- أمر عندها قوات القلب بالتراجع أيضاً، وبذا سمح للصليبيين بالدخول وسط فكي كماشة مُكرراً خطته السابقة في معركة ڤارنا 1444م. انطلقت فرسان الأناضول والروملي من الجناحين بِكَرٍّ سريعٍ في حركة التفافٍ إلى أن حاصرتِ الصليبيين بمناورةٍ مفاجئة. توقف الخيالة الصليبيون أمام المعسكر العثماني ثم انسحبوا إلى معسكرهم تحت وطأة الإنكشارية تاركين المشاة لمصيرهم، فأعمل العثمانيون القتل في الصليبيين المحاصرين من كل الجوانب، وسحق فرسان الروملي بقيادة طرخان بك الجناح الأيمن لهونياد.

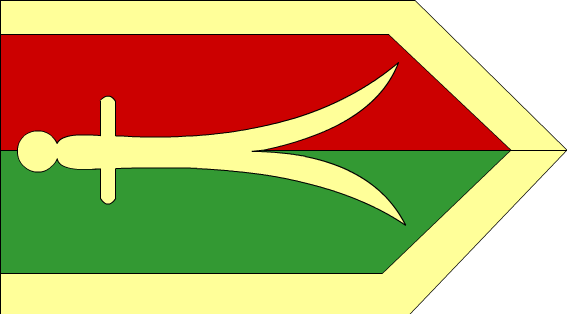
راية جنود الإنكشارية العثمانية، ويظهر عليها رمز السيف ذو الفقار.

ولكن وفقاً للمؤرخ البيزنطي لاونيكوس تشالكوكونديلوس (1430م-1470م) حول هذه الحادثة؛ فإنه ذكر أن طرخان بك هاجم بفرسان الآقنجية الجناح الأيسر للصليبيين من الخلف، وليس الجناح الأيمن كما تقدم، وكان هجومه من الجهة التي تقف فيها قوات الأفلاق، ونسب المؤرخ تلك الوقعة إلى اليوم الثالث من المعركة، 19 أكتوبر. ولكن باستقراء الأحداث، إما أن تكون الحادثة التي يقصدها قد وقعت يوم 18، أو أن يكون المؤرخ قد لفقها. وذلك لأن قوات الأفلاق انحازت في يوم 18 إلى جانب العثمانيين بشكل غير متوقع كما سيلي.
رأى الأفلاقيون القوات العثمانية تُقاتِل بجسارة تفوق توقعهم، وأدركوا أن مصيرًا رهيبًا ينتظرهم، وأنه لن يكون بمقدورهم الهروب من مصيرهم حتى ولو نجحوا في النجاة من المعركة بسلام، لأنه لم يكن هناك أي سبيل للنجاة من عقاب السلطان لهم بسبب حنثهم بقسمهم، وقتالهم ضده، وتحالفهم مع المجريين. لذلك قرروا في هذا الخضم العظيم أن يُرسلوا رسولاً للتفاوض مع السلطان مراد في وسط المعركة ليُسَلِّموا أسلحتهم ويصبحوا حلفاء له. جاء رسولهم إلى باب السلطان مراد وقال له: «أيها السلطان لقد أرسلني الأفلاقيون للحضور بين يديك وطلب المعاهدة بالنيابة عنهم، وهم يتوسلون أن تصفح عن جميع المخالفات التي ارتكبوها في حق مملكتك وإنهم يُقسمون على أنهم لم يكونوا ليبدأوا تمردًا جديدًا من تلقاء أنفسهم ضد مصالحكم لولا أن المجريين ضغطوا عليهم للانضمام إليهم واستخدموا القوة ضدهم. والآن هم يلتمسون منكم أن توافقوا على ذلك وتعقدوا معهم معاهدة، وهم سيقفون إلى جانبكم في بقية هذه المعركة حتى تكون في صالحكم». هذا ما قاله الرسول، فأجابه الصدر الأعظم خليل باشا الجاندارلي: «ولكنكم أيها الأفلاقيون تعلمون جيدًا مدى صداقة السلطان لكم، وأنه كان دائمًا راعيكم منذ البداية، والآن، بما أنكم جئتم في الوقت المناسب، فمن الضروري أن تعقدوا معاهدة بصدق وبدون مكر أو احتيال، لتكونوا أصدقاءنا من الآن فصاعدًا. وإذا كسبتم الحظوة لدى السلطان من أجل عمل من الأعمال التي ذكرتموها، فاعلموا أنكم لستم بحاجة إلى أن تبذلوا فوق طاقتكم لكي تنفعوه. فقط تعالوا هنا لتسلموا أسلحتكم بأسرع ما يمكن» ثم صرفهم. عندما عاد الرسول إلى الأفلاقيين وأبلغهم بما حثه عليه الصدر الأعظم نيابة عن السلطان، انفصل فورًا عن الجيش المجري حاكم الأفلاق مع 8,000 جندي أفلاقي وعبروا إلى الجانب العثماني، حتى اقتربوا من بوابة السلطان ووقفوا هناك معتقدين أنهم يكسبون امتنان السلطان إلى درجة كبيرة، حتى أنهم ظنوا أنهم سيتلقون هدايا وثياب من السلطان لمجرد دعمهم له في لحظة حاجته.
لكن بينما كانوا يقفون بجانبه، استنتج السلطان أنهم لم يُقَدِّمُوا تلك الوعود دون خداع، وأنهم يخططون لإلحاق الأذى به بالتعاون مع المجريين. لذلك استدعى بكلربك الروملي ومعه حوالي عشرين ألف رجل، وأمر بإرجاع الأسلحة إلى الأفلاقيين الذين كانوا واقفين هناك، دون استثناء، حتى لا يكونوا عُزّلاً، ثم أمر بقتالهم وهم يحملون السلاح. قاوم الأفلاقيون بأسلحتهم لأن مرؤة السلطان العالية جعلته يتنزه عن قتلهم بعد أن استسلموا وسلّموا أسلحتهم، فأراد أن يعاقبهم على خيانتهم وهم يحملون أسلحتهم ويدافعون عن أعمارهم. وهكذا هلكوا هنالك جميعا دون أي اعتبار.
أما المجريون، فعندما رأوا الأفلاقيين ينفصلون عنهم في البداية، تساءلوا عن نواياهم. ولكن عندما أدركوا أنهم يتفاوضون مع السلطان، غضبوا منهم وكرهوهم لخيانة حلفائهم تمامًا. ولكن بعد فترة قصيرة، عندما رأوا أن السلطان قد قتلهم جميعًا دون سبب واضح، ذهلوا مرة أخرى وفهموا تفكير السلطان بأنه لم يكن بحاجة إلى مثل هؤلاء الحلفاء، وأصبح اهتمام المجريين يدور الآن حول كيفية الهروب من هناك بأسرع ما يمكن.
وبحلول المساء جاء هونياد من المعركة إلى حيث حلقة متاريس العربات وأخبر قادتهم بخطة تقضي بأن يقوم هو ورجاله بنصب كمين حيث كان السلطان مراد نفسه متمركزًا فيه؛ وعندما يرسل رسولًا للإشارة إلى أن الكمين قد تجهز، يتقدم حينها باقي المجريين جميعًا ويهجموا معًا على بوابة السلطان. كان ذلك حوالي الحراسة الأخيرة من الليل، واختار هونياد الرجال الذين كانوا الأفضل استعدادًا للحرب والذين كان يعلم أنهم مخلصون له؛ كما أمر الذين كانوا بجانب العربات بالانضمام إليهم في الهجوم على بوابة السلطان عندما يعطي الإشارة. ولكن هونياد تقدم بجيشه في تشكيل، ثم عكس مساره، واتجه نحو نهر الدانوب ليهرب تاركا الجيش لمصيره يفتك به العثمانيون.
وسرعان ما أصبح الوقت نهاراً ولم يعد بالإمكان رؤية هونياد سواء من قبل أولئك المجريين الذين تخلفوا في حلقة العربات أو من قبل السلطان. وعندما رأى رجال السلطان أن معسكر المجريين كان فارغًا وأن عددًا قليلًا فقط من الرجال قد تُركوا بين العربات، أصيبوا بالدهشة؛ ثم جاءه أحدهم مسرعاً ومعلنًا أن المجريين قد فروا إلى نهر الدانوب في الساعة الأخيرة.
عندئذٍ حمل الانكشارية أسلحتهم واندفعوا بأقصى سرعة على المجريين في حلقة متاريس العربات، وهنا أدرك أولئك المجريون أنهم تعرضوا للخيانة من قبل قومهم، فقاتلوا الانكشاريين من فجر ذلك اليوم. ولكن بعد ذلك بوقت قصير اعتلى الانكشارية العربات المحصنة ودخلوا في حلقة العربات، وقضوا على المجريين جميعًا وانتصروا عليهم. اندفع السلطان مراد في بادئ الأمر إلى ملاحقة المجريين كما نصحه قادته، ولكنه رفض خطتهم واطمأن إلى أن حظه الحاضر قد تحول إلى الأفضل. أمر السلطان بعد خروجه من المعركة بدفن جثث القتلى الأتراك على ضفاف نهر موراڤا، ثم حزم أمتعته وغادر عائدًا إلى بلاده.
هرب هونياد من المعركة ليلا مُدركاً أن جيشه سيُهزم لا محالة، تاركاً جنده دون خطة انسحاب أو قيادة، وتاركاً المشاة الصليبيين لمصيرهم المحتوم، كما فعل سابقاً في معركة ڤارنا سنة 1444م حين فرّ من ساحة المعركة بصعوبة ونجا يومها من الوقوع في الأسر. إلا أنه هذه المرة قُبِضَ عليه أثناء مروره بقرية في الأراضي الصربية محاولاً العودة إلى دياره، وتم نقله إلى سمندرية لتسليمه إلى برانكوڤيتش الذي ألقى به في السجن.
كتب المؤرخ العثماني «عروچ باي بن عادل القزاز» من القرن الخامس عشر، عن هذه الواقعة من اليوم الثاني للمعركة في مؤرخه ”تاريخ آل عثمان (أوروچ بك)“: "وأخيرًا، سنحت الفرصة للغازين (جمع: غازي، وهم العثمانيون)، فانقضّوا على جيش الكفار كما يهاجم النحل أعداءه، وضربوا بالسيوف من خلفهم وأمامهم، مما أدى إلى تشتيت صفوفهم تمامًا. فتعرّض جيش الكفار للهزيمة وفرّ هاربًا، بينما طاردهم الغازين وانتشروا في كل الاتجاهات.
عندما رأى يانكو الملعون ذلك (المقصود: يوحنا هونياد)، خدع جنوده قائلًا: "أنا ذاهب لمحاصرة الأتراك من الخلف"، لكنه في الواقع هرب بعيدًا. وعندما سمع الغازين بهروبه، هاجموا عربات العدو (المقصود: حصن العربات الحربية المتحركة الهوسية) واشتد القتال. فقُتل العديد من الرجال (المقصود: الجنود العثمانيون) بسبب المدافع والبنادق والأسلحة النارية التي كانت تُطلق من داخل العربات. لكن في النهاية، استولى الغازين عليها."

### اليوم الثالث من المعركة 19 أكتوبر
صباح اليوم الثالث قام العثمانيون بالهجوم النهائي الذي دمَّرَ بقية الجيش المجري. شن الإنكشاريون هجوماً على «العربات المُحصنة المتحركة للهوسيين»، التي دافع عنها الألمان والبوهيميون ببسالة -بعد أن هجرهم قائدهم وفرّ من المعركة- حتى كادوا يفنون عن بكرة أبيهم.
تغلب العثمانيون على آخر المتاريس التي أقامتها القوات الصليبية في معسكرها وأسروا العديد من الصليبيين، وأسفرت الحرب التي استمرت يومين ونصف يوم عن انتصار حاسم للجيش العثماني. كانت شراسة القوات العثمانية والصربية شديدة ومُعادية للصليبيين، مما تسبب في فرار الكثيرين منهم أمام العثمانيين في أرض المعركة، فطاردوهم وأوقعوا منهم قتلى وأسرى.

## هروب هونياد والصليبيين

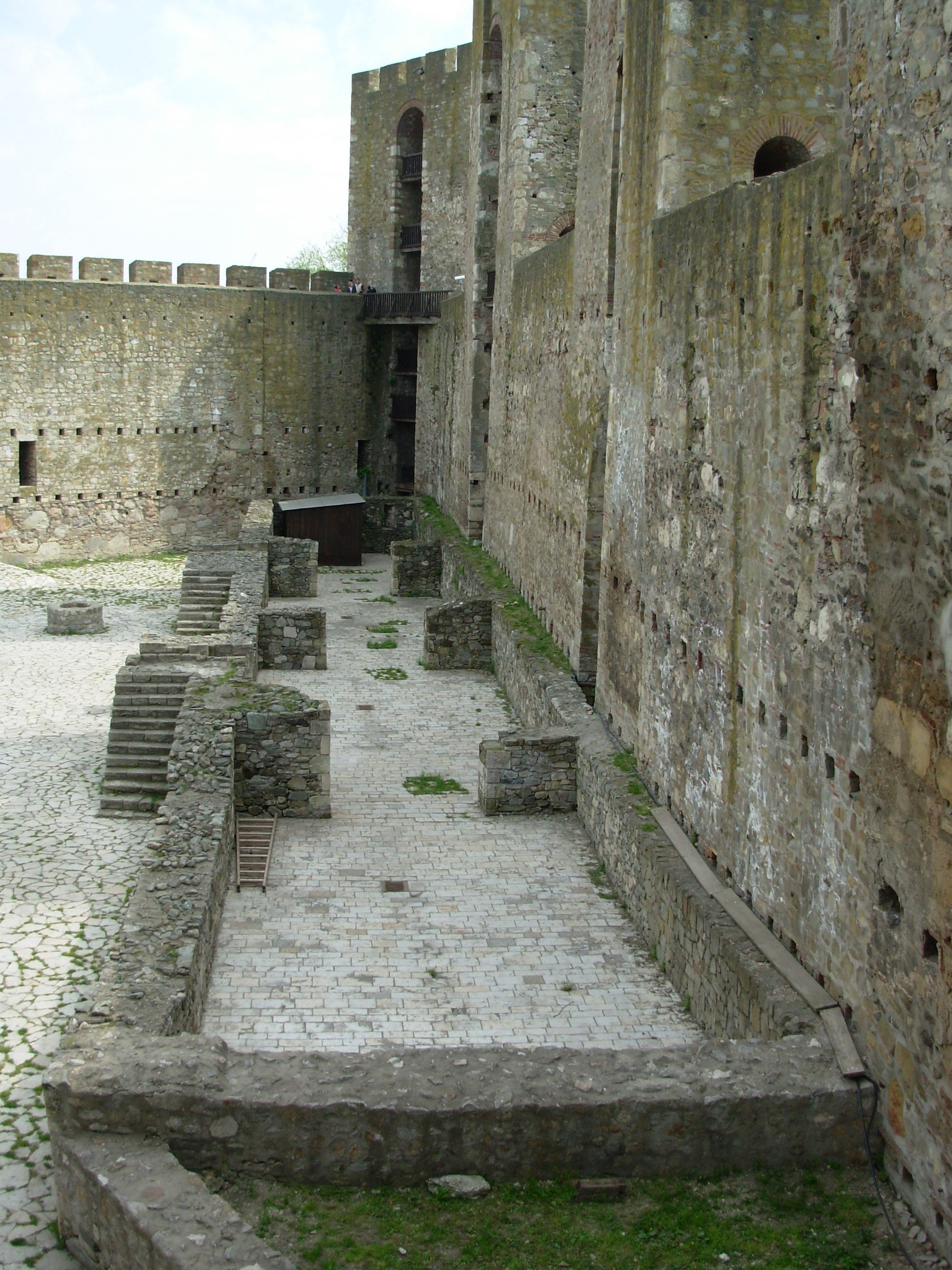
أطلال قصر الڤويڤود جُريج برانكوڤيتش في قلعة سمندرية، حيث تم احتجاز هونياد سجينًا في هذه القلعة بعد هزيمته في معركة كوسوڤو الثانية عام 1448م.

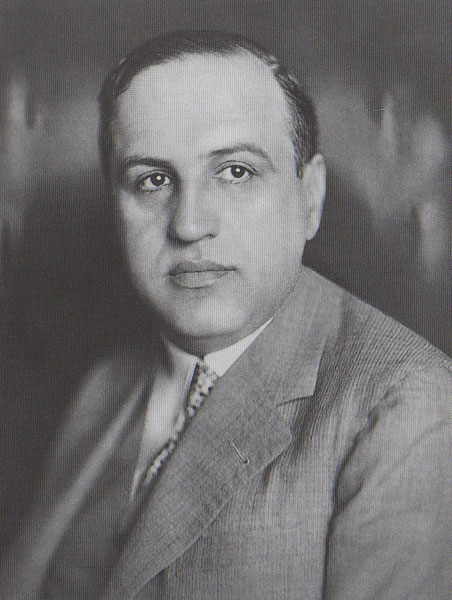
اختلاف التأريخ الصربي والمجري: المؤرخ الصربي فلاديمير تشوروڤيتش (في الصورة)، قدّم وثيقة تاريخية تُفيد بأن جُريج برانكوڤيتش لم يرغب في تسليم يوحنا هونياد الأسير لديه إلى السلطان مراد الثاني، وذلك عكس ما ذكره المؤرخ المجري بانلاكي بأن برانكوڤيتش عَرَضَ على السلطان مراد الثاني تسليمه إليه، ولكن السلطان رفض.

بعد صدمة الهزيمة المروعة بالصليبيين، فرّ جيش هونياد المهزوم في اتجاهات مختلفة، فهرب البعض إلى إمارة زيتا الصربية في البلقان جنوب البوسنة، والبعض إلى راغوزة في دالماسيا، وهرب البعض مثل هونياد نفسه إلى الأراضي الصربية.
وقع هونياد في أسر الصرب بُعيد فراره من المعركة متنكّراً في زيّ جندي بسيط، أثناء مُحاولته عُبور بلاد الصرب، فقبض عليه جُريج برانكوڤيتش وسجنه في حصن سمندرية، وفكر في تسليمه إلى السلطان مراد الثاني، إلا أنه بسبب الإجراءات النشطة التي قام بها النواب المجريون تم إطلاق سراحه،  إذ أقنعه البارونات والأساقفة المجريون الذين اجتمعوا في سكدين بعد مفاوضات طويلة بإبرام اتفاق السلام مع هونياد هذه شروطه:
- نسيان العداوة القديمة.[5]
- تتعهد المجر بمساعدة صربيا ضد أعدائها.[5][12][81]
- ألا يمر الجيش المجري في المستقبل عبر صربيا إلا بدعوة، أي لمساعدة الصرب.[3][5][60][81]
- أن يدفع هونياد فدية قدرها 100,000 فلورين ذهب مقابل الأضرار التي لحقت بالأراضي الصربية.[3][5][12][60][81][82][83]
- أن يُرجع هونياد إلى جُريج برانكوڤيتش كل ممتلكاته السابقة التي نقلت إلى هونياد في عام 1444م، باستثناء تلك التي ستُمنح كمهر لإليزابيث حفيدة جُريج برانكوڤيتش، التي كانت ستتزوج لازلو هونياد، الإبن الأكبر لهونياد.[5][12]
- أن يُرسل هونياد ابنه الأكبر لازلو هونياد كرهينة فخرية إلى جُريج برانكوڤيتش، وأن يبقى هذا الصهر المستقبلي كرهينة فخرية لدى جُريج برانكوڤيتش حتى يفي والده بالتزاماته.[5][12][60]

بعد هذا الاتفاق، تم إطلاق سراح هونياد، وفي يوم عيد الميلاد 30 ديسمبر 1448م وصل إلى سكدين بالمجر ، حيث تجمع النبلاء المجريون القلقون.
استقال هونياد بعد ذلك من منصب ڤويڤود الأردل (ترانسلفانيا).

### هروب هونياد وسجنه
وفقًا لوثيقة ملك بوهيميا ودوق النمسا متياس كورڤن ابن يوحنا هونياد، فإن أباه اصطحب في رحلة هروبه من قوصوه القُمَّس الكرواتي مارتن فرانقبان  (توفي 1479م) حاكم تْرسات  وڤينودول  وباكار (بالكرواتية: Bakar) مع مائتي فارس، ولكن الديسپوت الصربي برانكوڤيتش أمر باعتقال كل الجنود المجريين الذين عُثر عليهم في صربيا بعد المعركة، والسماح لجميع اللاجئين بالمرور بحرية، باستثناء هونياد، الذي أمر بالقبض عليه، حيث اعتبره مسؤولاً عن جميع الأضرار والسرقات التي قام بها جيشه على الأراضي الصربية.
اختبأ هونياد أثناء رحلة هروبه للعودة إلى موطنه، وتسلل ليتخفى عن أعين الناس، واضطر للتخلص من حصانه لكي لا يُعرف، وحارب اللصوص على الطريق وقطّاع الطرق، واضطر إلى التسول للحصول على الطعام. وخلال إحدى محطات استراحته بالقرب من كلادوڤو  بشرق صربيا، تعرَّف عليه بعض الجند واقتادوه إلى العاصمة الصربية سمندرية، حيث سُجن.
فر هونياد بحياته متجها نحو بلغراد. كان الخطر الذي كان يشكله برانكوڤيتش عظيماً، ذلك أنه كان حريصاً على القبض على هونياد، الذي يكرهه، حتى يتمكن من تسليمه إلى السلطان مراد، فأمر الصرب بفحص كل مواطن مجري يقابلونه وإبلاغ السلطات به، وكان العثمانيون أيضاً يتعقبون هونياد. وذات مرة، اختبأ هونياد بين قصب أحد المستنقعات؛ ثم نجا بأعجوبة من الاغتيال على أيدي مرشدين صربيين؛ وأخيراً، بسبب الجوع، اضطر إلى الكشف عن هويته لفلاح صربي. فأفصح الفلاح عن السر لإخوته، فأبلغ أحد الأخوين الحاكم المحلي بالأمر، وأُرسِل هونياد مقيداً بالسلاسل إلى سمندرية. ولكن برانكوڤيتش لم يجرؤ على استفزاز سلطة المجر برفضه إطلاق سراح بطل المسيحية المتميز، فاستعاد هونياد حريته بوعده بدفع فدية وعدم قيادة جيش عبر صربيا مرة أخرى. ولم تظل هذه الوعود دون تنفيذ فحسب، بل إنه بمجرد حصول هونياد على حريته، انتقم لنفسه بالاستيلاء على عقارات برانكوڤيتش في المجر وتدمير الأراضي الصربية، ولم يدفع هذه الفدية أبدا.

### تضارب التأريخ الصربي والمجري
المزيد من الأحداث موصوفة بشكل مختلف ما بين التأريخ الصربي والمجري. قدّم المؤرخ الصربي فلاديمير تشوروڤيتش (1885م-1941م) وثيقة تاريخية تُفيد بأن جُريج برانكوڤيتش لم يرغب في تسليم يوحنا هونياد الأسير لديه إلى السلطان مراد الثاني،  فقد احتجزه فقط وتفاوض معه على شروط مواتية للحصول على فدية. وعلى العكس من ذلك، كتب المؤرخ المجري بانلاكي (1863م-1945م)  المُعاصر لفلاديمير، أنه وفقاً لمعلومات الكُتَّاب المعاصرين للمعركة، عرض برانكوڤيتش على السلطان مراد الثاني تسليم العدو المأسور إليه، ولكن السلطان مراد رفض.
وهناك أخبار تفيد بأن السلطان عاتب برانكوڤيتش لأنه أطلق سراح هونياد. ولهذا السبب، كما ذكر أنطونيو بونفيني ووفقا له، أرسل السلطان 47,000 جندي في العام التالي إلى كروسيفاتش، على حدود صربيا، لمداهمة أراضي برانكوڤيتش.

## بعد النصر المبين
كتب المؤرخ العثماني «عروچ باي بن عادل القزاز» من القرن الخامس عشر، في مؤرخه ”تاريخ آل عثمان (أوروچ بك)“:
"اغتنى الغُازين (الجنود العثمانيون) من الغنائم حتى شبعوا، ثم توجهوا إلى السلطان مراد خان بفرحٍ وابتهاج، فقبّلوا يده وقالوا: "عيد مبارك" وتبادلوا التهاني. احتفلوا هناك لمدة ثلاثة أيام. وفي اليوم الرابع، عاد السلطان مراد إلى أدرنة برفقة ابنه السلطان محمد والجيش وهم في غاية السرور. أما معركة كوسوڤو، فقد وقعت يوم الجمعة، 24 شعبان 852 هـ.
في أدرنة، زوّج السلطان مراد خان ابنه السلطان محمد (الفاتح)، فعقد قرانه على سلطان زاده ابنة سليمان بك ذو الْقَدِر أوغلو (حاكم إمارة ذو القدر)، وأقيمت مراسم الزفاف. بعد ذلك، خرج إلى المرتع الصيفي في سنة 853 هـ. ثم قاد حملة على بلاد يُوان ، فاجتاح ألبانيا ونهبها، لكنه عندما حاصر قلعة آقجه حصار لم يتمكن من الاستيلاء عليها، فعاد إلى أدرنة وأقام فيها سنة 854 هـ.
بعد ذلك، بينما كان السلطان مراد خان الغازي مقيمًا في أدرنة، رحل من دار الفناء إلى دار البقاء، ولقي رحمة الله. وفي يوم الأربعاء، 1 محرم 855 هـ، لبّى نداء ربه. حكم مدة 31 عامًا. (وهو يوافق 11 فبراير/شباط 1451م).
اعتلى السلطان محمد، ابن الغازي مراد خان، العرش في أدرنة في 16 محرم 855 هـ (وهو يوافق 16 فبراير/شباط 1451م)". وهذا يوافق يوم الوفاة عند المؤرخين الغربيين، 1451م.

## خسائر المعركة

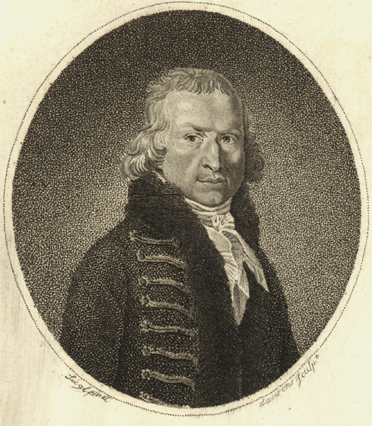
وفقاً للمؤرخ النمساوي يوهان كريستيان ڤون إنجل فقد قُتل 9,000 مجري، وهذا الرقم متوافق مع ما ذكره أنطونيو بونفيني (1427م-1502م) ومؤلفو تاريخ كمبردج للقرون الوسطى.

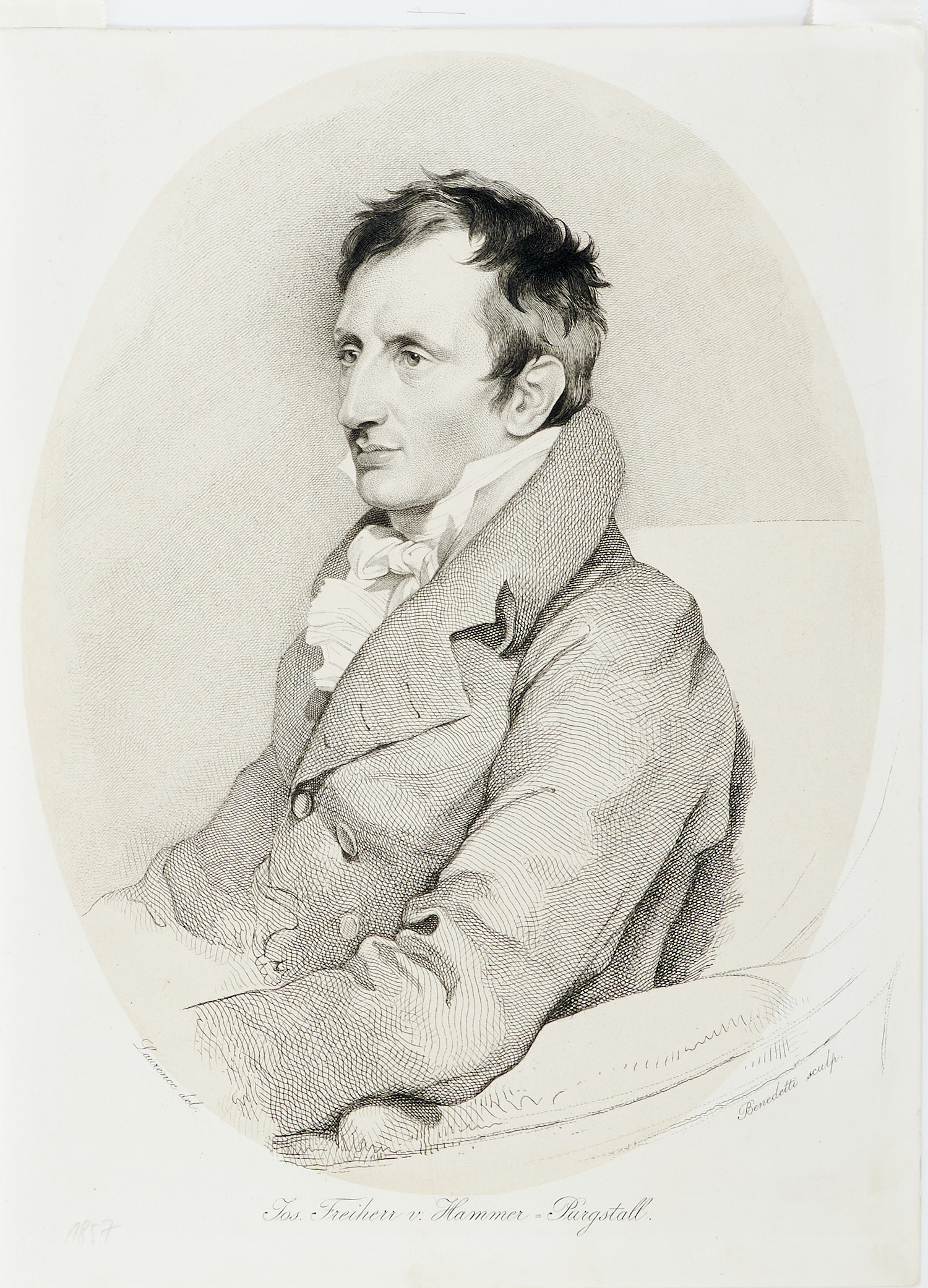
جوزيف ڤون هامر، مستشرق نمساوي، رفع تقدير المؤرخ البيزنطي لاونيكوس تشالكوكونديلوس الذي عاصر المعركة، لتعداد الجيش العثماني: من 15 ألفاً إلى 150 ألفاً بعد مرور أربعمائة عام على المعركة، متعللاً بخطأ في النسخ وبدون تقديم أي دليل.

### تقييمات المؤرخين
وفقاً لمعظم المؤرخين، فإن جيش هونياد قد فقد سبعة عشر ألف جُندي في المعركة.
وفقاً للمؤرخ الإيطالي أنطونيو بونفيني (1427م-1502م)، ذكر السلطان مراد الثاني في رسالته إلى مدينة كورنثة اليونانية أن ثمانية آلاف مجري قُتلوا في المعركة.
وفقاً للمؤرخ النمساوي يوهان كريستيان ڤون إنجل فقد قُتل تسعة آلاف مجري.
اعتبر مؤلفو تاريخ كمبردج للقرون الوسطى، أن ثمانية آلاف جُندي أكثر واقعية، مضيفين أن زهرة النبلاء المجريين قد قُتلوا في تلك المعركة.
كما أفاد يوهان إنجل دون الإشارة إلى أي مصدر، بأن السلطان مراد قد أعدم ستة آلاف أفلاقي من الذين انحازوا إلى جانبه وأطلق سراح رئيسهم والبقية الباقية منهم على وعدٍ بدفع الجزية وتقديم فيلق عسكري كل عام للخدمة في الجيش العثماني. ذكر يوهان إنجل أن قوام هذا الفيلق تراوح ما بين سبعمائة إلى ثلاثمائة جندي مشاة وأربعمائة من سلاح الفرسان. خالفه المستشرق النمساوي جوزيف ڤون هامر، وذكر أن ذلك الفيلق مكوّن من سبعة آلاف محارب.
هذا التضارب الضخم في تأريخ عدد أفراد الفيلق بسبعة أضعاف بين النمساويين المعاصرين لبعضهما في الزمان والمكان وقد توفر لهما نفس المصادر المتاحة، المؤرخ يوهان إنجل (1770م – 1814م) والمستشرق جوزيف ڤون هامر (1774م-1856م)، ليس له مجال للتقدير الشخصي ولكنه لا بد أن يعتمد على مصدر تاريخي بحسب أصول التأريخ، وعليه، تظهر عدم المسئولية التاريخية وانحياز المستشرقين ومنهم جوزيف ڤون هامر سالف الذِكر، خاصة وأنه قد رفع أيضاً تقييم عدد الجيش العثماني من خمسة عشر ألف بحسب تقدير المؤرخ البيزنطي اليوناني لاونيكوس تشالكوكونديلوس (1430م-1470م) المعاصر للمعركة، إلى مائةٍ وخمسين ألفاً، متعللاً بتصحيف وخطأ في النسخ بدون تقديم أي دليل، لكي يبرر الهزيمة المدوية للصليبيين.
ومن ناحية أخرى، فإن عدم ذكر يوهان إنجل لأي مصدر تاريخي حول خبر إعدام السلطان لمن انحازوا إليه من الأفلاق، خاصة عدم ورود ذلك الخبر في المصادر السابقة عليه خلال أربعمائة عام بعد المعركة، ينفي هذا الخبر بالكلية ويشكك بمصداقية روايات إنجل كمؤرخ محايد.
استشهد «محمد نشري» (1450م - 1520م)  المؤرخ العثماني المولود بعد المعركة بعامين، بأرقام بعيدة كل البعد عن الواقعية: «حاولوا إحصاء عدد القتلى، لكنهم تمكنوا من استنتاج أن هناك ما بين ثمانين إلى تسعين ألف جثة. كان من المستحيل حساب القتلى بدقة: الجبال والصخور والحقول والصحراء، كل شيء كان مليئاً بالموتى، ومن بينهم وجدوا فقط خمسة عشر مسلماً مقتولاً».
قدم المؤرخون العثمانيون وصفًا دقيقًا للتسلسل السريع للأحداث: «هاجم هونياد اللعينُ المسلمين من الجانبين على جناحي السلطان مراد، جيشي الأناضول والروملي. وهكذا لما ضَرَبَ الجناحان بقي السلطان مراد وحده، لكن الانكشارية والعزب حموه. ورأى جيشُ الإسلامِ الكفارَ يلبسون الدروع الحديدية من الرأس إلى أخمص القدمين، فتفرق جيش الإسلام. فلما أدرك محاربو الإيمان أنه لا يمكن أن يصطدموا بهذا الصف الحديدي، انقسموا أمام الكافرين وانسحبوا حتى إذا تغلغل الكافرون بينهم، التفَّ محاربو الإيمان خلف ظهورهم، وقطعوهم إربًا بالسيوف. وبما أن خيول الكفار كانت عارية (بدون تدريع)، فقد سحق محاربو الإيمان بعضهم حتى الموت بالسيوف، وقتلوا بعضهم الآخر بطرق أخرى، وهكذا داس الكفار بعضهم بعضًا بخيولهم. وبما أن الصليبيين لم يعد بإمكانهم العودة، هجم هونياد على الإنكشارية بالدروع الثقيلة بعد أن هزَّ أجنحة الجيش العثماني، إلا أن هجوم الجيش انكسر على الإنكشارية وسقطت معظم القوات المدرعة (الصليبية)».

### قتلى المعركة
- قُتل النبيل «يوحنا سزكيلي» [مص 19] المعروف في الأغاني الشعبية باسم "بانوفيتش سيكولا" [مص 20]، بان الكروات (1446م-1448م) وصهر يوحنا هونياد (أخو زوجته) في اليوم الثاني للمعركة، 18 أكتوبر 1448م، وكان هو قائد ميسرة الجيش الصليبي.[la 15][4]
- قُتل النبيل «فرانكو تالوتشي» [مص 21] الكرواتي الدلماسي الذي حارب العثمانيين في معركة ڤارنا سنة 1444م وكان وقتها هو بان الكروات (1444م-1446م)، ثم فرّ بعد الهزيمة.[la 15][4]
- قُتل النبيل «إمرة بابك» [مص 22] ڤويڤود ترانسيلڤانيا.[la 15]
- قُتل النبيل «إمرة ماركالي».[مص 23][la 15]
- قُتل النبيل «تاماس زيكسي».[مص 24][la 15]

## آثار ما بعد المعركة

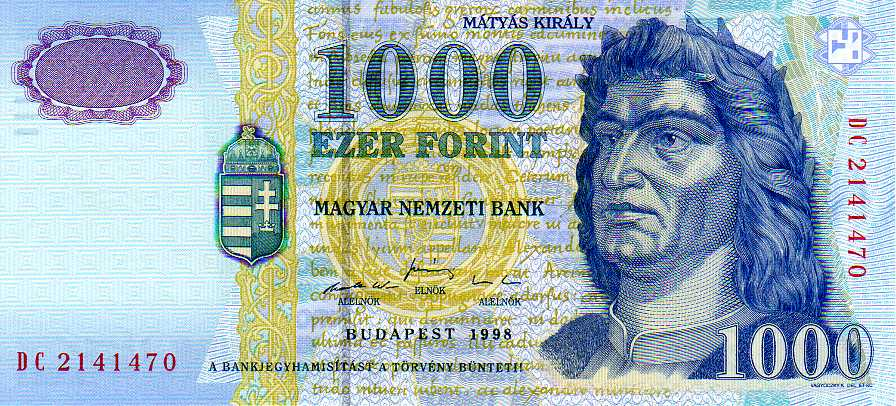
عملة نقدية حديثة بقيمة ألف فورنت مجري، عليها صورة الملك متياس كورڤن ابن يوحنا هونياد، الذي أظهرت وثائقه أن أباه هونياد قد فرّ من المعركة بصحبة القُمَّس مارتن فرانقبان ومائتي فارس، وعندما مرّ بالأراضي الصربية، ألقى برانكوڤيتش ديسپوت الصرب القبض عليه، وسمح للآخرين بالعبور في أراضيه بحرّية.

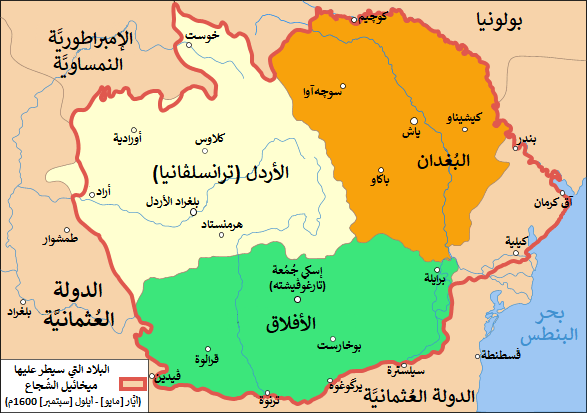
الإمارات الدانوبية الثلاث (مقاطعات رومانيا الحديثة): الأفلاق والبغدان والأردل (ترانسيلڤانيا) لم تستطع بعد معركة قوصوه الثانية مقاومة تغلغل العثمانيين.

لم تستطع دول البلقان المسيحية مقاومة العثمانيين بعد هذه الهزيمة النكراء، وانضوت في النهاية تحت سيطرة الدولة العثمانية. وبسبب فشل الحملة الصليبية السادسة التي نظمتها الدول المسيحية ضد الدولة العثمانية، قبلت الدول الأوروبية وجود العثمانيين في البلقان واستمروا في موقف المدافعين حتى حصار فيينا الآخر عام 1683م، وبذلك ضمنت الدولة العثمانية أمن المنطقة حتى ضفاف نهر الدانوب.
بعد المعركة، قبض جُريج برانكوڤيتش على هونياد أثناء مروره بأراضيه في رحلة هروبه للعودة إلى وطنه، وضُرب وسُجن، ولم يُفرج عنه حتى اتفقا في نهاية شهر نوڤمبر بعد أيام عديدة من المناقشة على شروط الإفراج التالية:
- نسيان ونبذ العداوة القديمة بينهما.
- تعهد هونياد بعدم مهاجمة إقطاعات برانكوڤيتش في المجر، وفي المستقبل، لن يمر الجيش المجري عبر الصرب إلا بناءً على دعوة أو لمساعدة أميرها، وتتعهد المجر بمساعدة الصرب ضد أعدائها.
- دفع فدية قدرها مائة ألف فلورين لبرانكوڤيتش، ثمن الأضرار التي ألحقها جيشه ببلاد الصرب، واعتبر المجريون هذا الاتفاق بأنه ليس تعويضاً عن الضرر، بل فدية.[la 19]
- عودة جميع البلاد والأراضي التي كانت مملوكة سابقاً للديسپوت الصربي برانكوڤيتش واستلبها منه هونياد عام 1444م، تحت جناح الصرب.
- اتُفق على تزويج وريث هونياد من ابنة برانكوڤيتش،[la 40] وأن يبقى هذا الوريث المستقبلي رهينة عند الديسپوت برانكوڤيتش حتى يفي والده بوعوده.

خلال الفترة المتبقية من حكم هونياد، نجح في الدفاع عن مملكة المجر ضد الحملات العثمانية، حتى عُزل من منصبه وصادر جُريج برانكوڤيتش جميع إقطاعياته، وبهذا أُنهيت السيادة المجرية على الصرب، ومنذ ذلك الحين أصبح جُريج برانكوڤيتش يعتمد بالكامل على دعم العثمانيين.
بعد انتصار العثمانيين في قوصوه، خرجوا بحملة عسكرية جديدة لتأديب إسكندر بك الذي أعلن استقلاله في بلاد الأرناؤوط وواصل مقاومته بنجاح حتى وفاته عام 1468م، مُؤجلاً النتيجة الحتمية، إذ بعد عشر سنوات أصبحت البلاد كلها تحت السيطرة العثمانية الكاملة عام 1478م.
في عام 1449م، وبتفويض من البرلمان المجري، اقترح برانكوڤيتش هدنة لمدة سبع سنوات. كان تنظيم التجارة ذا أهمية خاصة بالنسبة للشعب الصربي، لأنه كان يسكن كلا ضفتي نهر الدانوب. في 24 نوڤمبر 1451م، تم إبرام هدنة مجرية عثمانية مدتها ثلاث سنوات بفضل الدعوة المباشرة لبرانكوڤيتش، وكانت الاتفاقية مهمة ليس فقط لتحديد الوضع القانوني لصربيا، ولكن أيضًا للحياة اليومية للشعب الصربي. فقد نصت، على سبيل المثال، على حرية حركة التجار، كما أنه عند انتهاء الهدنة يمكنهم العودة إلى بلادهم دون عوائق.
على الرغم من أن الهزيمة في المعركة كانت خطوة إلى الوراء بالنسبة للصليبيين الذين قاوموا الفتح العثماني لأوروپا في ذلك الوقت، إلا أنها لم تشكل «ضربة قاضية للقضية»، حيث ظل يوحنا هونياد قادراً على إبقاء المقاومة المجرية نشطة ضد العثمانيين بقية حياته، وبلغت ذروتها بالفوز في معركة حصار بلغراد عام 1456م عندما هجمت المملكة المجرية على مخيم العثمانيين مما أفضى إلى قتلى وجرحى فقرر السلطان محمد الفاتح فك الحصار والانسحاب.
مع وصول السلطان محمد (الفاتح) البالغ من العمر تسعة عشر عامًا إلى سدة الحكم العثماني في فبراير 1451م، جاءت أيام مصيرية للشعب الصربي وجيرانه في منطقة البلقان. قام السلطان الجديد بتهدئة الإنكشارية المتمردين وأظهر من بداية حكمه حنكة سياسية لا شك فيها وأراد السلام مع الجميع حتى لا يسبب تغيير السلطة اضطرابات داخلية. ولم يستغل الحكام المسيحيون تغير العرش العثماني، بل سارعوا حسب العادة القديمة إلى تهنئة السلطان الجديد بوصوله إلى السلطة، ومن كان في موقع تابع للتعبير عن خضوعه له. وكان جُريج برانكوڤيتش من بين أول من هنأ السلطان العثماني الجديد على اعتلائه العرش، وطلب منه تجديد اتفاق السلام المبرم سابقًا. كان السلطان محمد الثاني (الفاتح) الموهوب والمتعلم، والذي كان يعرف أيضًا اللغة الصربية، بالإضافة إلى التركية واليونانية، متكيفًا بشكل غير عادي مع سيد سمندرية القديم، فقام على الفور بتمديد الاتفاقية السابقة، إلى جانب التزامات التبعية للحاكم الصربي، ووعده بعدم مهاجمته هو أو ابنه لازار خلال حياتهما. بالإضافة إلى ذلك، أرسل السلطان الشاب زوجة أبيه، مارا برانكوڤيتش، التي كان يهتم بها بشدة طوال حياته، وأعادها مع الهدايا والمرافقة. وقد تم الحديث عن "عودتها المظفرة" في كل من صربيا والدول المجاورة. وأعاد السلطان توپليك  ودوبوتشيكا  إلى برانكوڤيتش، وهي المناطق التي كانت تقع على الحدود الصربية العثمانية آنذاك وكانت تحت الحكم العثماني حتى ذلك الحين. وهكذا عاد جزء من الشعب الصربي تحت حكم حاكمهم، في حين بقي جزء كبير من الصرب تحت الحكم المباشر للسلطان. قام برانكوڤيتش بترتيب العلاقات بسرعة وبشكل إيجابي مع الحاكم الجديد للعثمانيين مما كان له تأثير كبير في البلاط العثماني. ولم يرسل برانكوڤيتش ذو الخبرة مبعوثين إلى الباب العالي فحسب، بل أرسل أيضًا هدايا باهظة الثمن، مُدركًا أن هذه هي الطريقة الوحيدة التي يمكنه من خلالها الحفاظ على مكانة مواتية له.
عند عودة هونياد إلى الوطن، عهد مجلس الدولة إليه بمواصلة الحرب على العثمانيين. ولكنه بعد ذلك بقليل قرر إبرام هدنة، وتعيين برانكوڤيتش لإجراء مفاوضات مع السلطان. وربما ساهمت الظروف الداخلية والخارجية في قراره، إذ كان لا بد من اتخاذ إجراء في أسرع وقت ممكن ضد "المرتزقة التشيكيين الذين يقومون بأعمال شغب" في المرتفعات، ويزداد الأمر سوءًا لأنه كان هناك أمل ضئيل في أن تأتي المساعدة من أي مكان. وبينما كان هونياد لا يزال يستعد للحرب في يناير 1449م، ففي يوليو من العام نفسه لم يعد يعتبر هذا المشروع ممكنًا. ومع ذلك، لم يقم برانكوڤيتش بالتفاوض لصالح هونياد مع العثمانيين، لأن برانكوڤيتش كان يخشى أنه في حالة السلام، أن تقع عليه الحرب إذا لم يتم الصلح بين هونياد والعثمانيين.
تصالح هونياد مع برانكوڤيتش ووقع عقدًا في سمندرية في 7 أغسطس 1451م، لتنتهي أخيرًا الأعمال العدائية التي كانت مستمرة منذ حملة هونياد المشؤومة إلى كوسوڤو عام 1448م.
ولكن في المجر تشكلت معارضة قوية إلى حد ما ضد هونياد، الذي اعتُقد أنه كان السبب الرئيسي في الهزيمتين الثقيلتين للمجر، سواء في معركة ڤارنا أو في كوسوڤو الثانية، وأنه لم يعد من الممكن أن يُعهد إليه بمصير وشرف الجيش المجري. من أجل تهدئة السخط في المجر واستعادة سمعته المتدهورة، كان هونياد بحاجة إلى تأمين نفسه من الهجمات العثمانية. فأرسل وفداً خاصاً إلى برانكوڤيتش يطلب منه التوسط لدى السلطان مراد الثاني. وكانت خطة برانكوڤيتش هي تحقيق السلام لفترة أطول قليلاً، على الأقل لمدة سبع سنوات. رفض البرلمان المجري هذه الخطة في صيف عام 1449م، حيث وجدها مهينة لسمعة دولته.
من المؤكد أن نتائج معركة كوسوڤو الثانية كانت أكثر ضرراً على الصرب والإمارات الدانوبية (الأفلاق والبغدان والأردل) التي لم تستطع بعد تلك الهزيمة مقاومة تغلغل العثمانيين الذين كانوا على وشك إنهاء الإمبراطورية البيزنطية بعد المعركة بخمس سنوات، حتى أتمُّوا فتح القسطنطينية عام 1453م، وقبل التوجه إلى القسطنطينية، بنى السلطان محمد الثاني قلعة قوية في صيف عام 1452م في أضيق جزء من مضيق البوسفور، وهي قلعة روملي حصار، أو "مدينة القسطنطينية الجديدة" كما ذكر المؤرخ الصربي.
عزز العثمانيون قبضتهم على القسطنطينية التي كانت تعاني من نقص الحلفاء. وكان حاكم لولاية الأفلاق تابعاً للعثمانيين، وكذلك جُريج برانكوڤيتش ملك صربيا الذي أرسل قوات للقتال إلى جانب العثمانيين أثناء الحصار الكبير. ولم يكن فرسان الإسپتارية في رودس في وضع يسمح لهم بالمخاطرة بجزيرتهم بإرسال الدعم العسكري، كما ظل حكام المورة وجورجيا وطرابزون تحت السيطرة التامة. أما راغوزا (دوبروڤنيك) الواقعة على ساحل دالماسيا فقد حافظت بسعادة على مكانتها المتميزة من خلال دفع الجزية السنوية للسلطان، وحتى يوحنا هونياد ملك المجر، بعد أن حولت هزيمته في ڤارنا (1444م) وكوسوڤو (1448م) أفكاره من الهجوم إلى الدفاع. وكانت النتيجة أنه عندما توفي الإمبراطور البيزنطي يوحنا الثامن في أكتوبر/تشرين الأول 1448م، فقد توفي وهو يعلم أن القسطنطينية أصبحت الآن وحيدة، وأن خليفته سوف يجد نفسه معزولاً عندما يواجه أعظم تحد في تاريخ الإمبراطورية (البيزنطية) الطويل.
تنامت في مختلف أنحاء أوروبا أسطورة القوة العثمانية التي بدأت تغزو عقول المسيحيين بعد الهزائم الساحقة التي تلقوها على يد الدولة العثمانية في عامي 1444م و1448م، ثم سقوط القسطنطينية التي فتحها العثمانيون في عام 1453م.
كانت الاستجابة التي اختارها المجريون بعد عام 1448م هي تجنب جميع الصدامات الكبرى في ساحة المعركة مع العثمانيين، لدرجة أنه في عام 1526م لم يكن لدى أحد في المملكة أدنى فكرة عن كيفية تنظيم وتوجيه مثل هذه المعركة. وهكذا، بين عامي 1448م و 1526م لم يواجه أي جيش مجري القوات المشتركة للدولة العثمانية في ساحة المعركة؛ وعلى هذا فإن التآكل التدريجي للمملكة المجرية لم يكن ناجماً عن الهزائم التي تكبدتها في المواجهات العسكرية المطّردة.

## الآثارالسُكَّانيَّةللمعركة
- بعد المعركة مباشرة، أُصيب «سهل كوسوڤو» بالطاعون لدرجة أنه كان من المستحيل العيش فيه لسنوات طويلة بعد أن كان منطقة خصبة.
- في وقت لاحق غادر السكان الصربيون كوسوڤو وحل محلهم عدد كبير من الألبان (الأرناؤوط) الذين ما زالوا يعيشون هناك.
- على الرغم من أن الصرب لم يشاركوا في معركة قوصوه الثانية، إلا أن هذه المعركة ساهمت على الأرجح في تشكيل الأسطورة الوطنية الصربية حول معركة قوصوه الأولى.
- تحققت أسلمة كامل دول شبه جزيرة البلقان خلال القرنين التاليين.

## المعركة في التراث الشعبي البلقاني
حُفظت ذكرى هذه المعركة من خلال العديد من الأغاني الشعبية، وخاصة الدلماسية (تقع معظم دلماسية في كرواتيا الحديثة).
- يقول الناس في المثل الشعبي: «عانى مثل يوحنا (هونياد) في كوسوڤو» [مص 27]، واستخدمت لعدة قرون كمرادف لكل هزيمة. [la 41][3][81][4]
- في الملاحم الشعبية الصربية، يُصور هونياد بشكل مشبوه، إذ تُصوِّر أغنية فلكلورية صربية قديمة عن المعركة هونيادَ بأنه «مُهددٌ للإيمان». في الأغنية الشعبية: يسأل برانكوڤيتش هونياد قبل المعركة ماذا سيحدث بعد انتصار المجريين على العثمانيين قائلاً: «ما مدى إيمانكم بنا؟» ثم يرسل برانكوڤيتش سفيره إلى السلطان مراد بنفس السؤال، فيجيبه السلطان بسؤال آخر: «لقد بنيتُ مسجداً وكنيسة بجوار بعضهما البعض، فمن يريد الذهاب إلى المسجد؟ ومن يريد الذهاب إلى الكنيسة المقابلة له؟». وهكذا، وفقاً لهذه الأغنية الشعبية، فإنها تُلمح بأن هونياد كاثوليكي متعصب يُهدد الصرب بتحويلهم إلى العقيدة الكاثوليكية في حال ما إذا ما انتصر؛ بينما في المقابل يتعهد السلطان مراد بعدم التدخل في اتباع الصرب لمذهبهم الأرثوذكسي. وهذا ما يفُسِّرُ في الملحمة الصربية رفض برانكوڤيتش مساعدة المجريين بأنه أراد أن يُحافظ على مذهب الصرب الأرثوذكسي رافضاً تحولهم إلى الكاثوليكية.
- رغم أن الملاحم الشعبية التراثية الصربية تظهر موقف الديسپوت الصربي برانكوڤيتش بأنه أراد الحفاظ على الأرثوذكسية، إلا أن هناك أغاني تراثية أخرى تُقدَّمه على أنه «فاسد وجشع وشرير».

## تأريخ المعركة

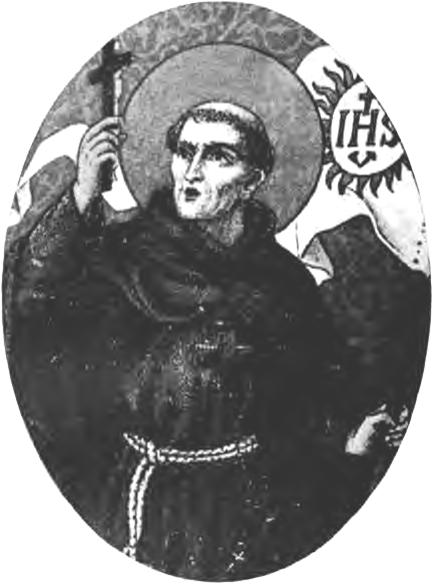
الكاهن الكاثوليكي الإيطالي «يوحنا كاپسترانو» أعلن أن جريج برانكوڤيتش: «كافر وخصم للكنيسة الرومانية».

- ألقى التأريخ المجري بنمط تقليدي باللوم على جُريج برانكوڤيتش بأنه كان سبب فشل الحملة المجرية التي خرج بها يوحنا هونياد.
- وفقاً للمؤرخ البيزنطي اليوناني لاونيكوس تشالكوكونديلوس (1430م-1470م) المُعاصر للمعركة، فإن جُريج برانكوڤيتش لم يعتبر الجيش المجري قوياً بما يكفي لهزيمة العثمانيين، فاختار عدم المخاطرة مع الصليبيين بدولته المُستعادة حديثاً بعد أن ردّها له العثمانيون تحت بنود معاهدة أدرنة-سكدين سنة 1444م.
- اعتبر المؤرخون الصرب أن رفض برانكوڤيتش المسيحي الانضمام إلى جانب الحملة المجرية الصليبية ومواقفه المناوئة لها، كان بسبب قلقه على بلاده.
- بحسب المعتقدات التأريخية الكاثوليكية، أُعلن جُريج برانكوڤيتش خائناً: «كافراً وخصماً للكنيسة الرومانية» كما دعاه بذلك الكاهن الكاثوليكي الإيطالي «يوحنا كاپسترانو» (24 يونيو 1386م-23 أكتوبر 1456م)[مص 28] في رسالة إلى البابا كاليستوس الثالث.[la 42]

قاد الكاهن «يوحنا كاپسترانو» حملة صليبية وهو بعمر السبعين مع يوحنا هونياد لرفع الحصار العثماني عن بلغراد عام 1456م، فلُقِّب بـ«الكاهن الجندي»، كما لُقِّب أيضاً بـ«آفة اليهود» لتحريضه على العنف ضد اليهود، وتوفي في 23 أكتوبر1456م بالطاعون الدملي بسبب الظروف غير الصحية السائدة بين جيوش الصليبيين.
- ذكر الأسقف الكاثوليكي والمؤرخ والسياسي المجري ميخائيل هورڤات [مص 29] (1809م- 1878م):

| « | هي واحدة من أشهر المعارك في تاريخ المجر. | » |

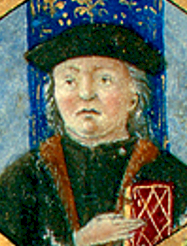
المؤرخ الإيطالي «أنطونيو بونفيني» (1427-1502م) مؤرخ البلاط المجري الذي كتب مؤلفه المعروف: «تاريخ المجر»، ادعى أن جُريج برانكوڤيتش كشف عن خطط هونياد للسلطان مراد الثاني، وأنه كان يُخبر السلطان يومياً بمستجدات حملة الجيش المجري.

- اعتمد التأريخ المجري من غير نقد نسخة النهضوي والشاعر الإيطالي «أنطونيو بونفيني» [مص 30] (1434-1503م) الذي كان مؤرخاً للبلاط المجري وأسند إليه الملك متياس كورڤن كتابة «تاريخ المجر».[مص 31][la 45] لم يدَّعي «أنطونيو بونفيني» فقط أن جُريج برانكوڤيتش قد كشف عن خطط هونياد للسلطان مراد الثاني، بل أضاف أيضًا أن برانكوڤيتش كان يُخبر السلطان يومياً بمستجدات حملة الجيش المجري.[la 46]

- بناء على رواية «أنطونيو بونفيني»، لم يدخر المؤرخ المجري «لاجوس كيس» [مص 32] أي لعنات إلا وصبّها على الديسپوت الصربي برانكوڤيتش،[la 47] فذكر على سبيل المثال:

| « | سيرة برانكوڤيتش الطويلة هي سلسلة متصلة من المكر والازدواج والتردد والخيانة، وهو تقليد عائلي، إذ أن والده ڤوك برانكوڤيتش قد خان الصرب من قبل في معركة كوسوڤو (المعركة الأولى عام 1389م). | » |

- كما كتب «أنطونيو بونفيني»:

| « | لم يكن نهر سيتنيكا يفيض بالأسماك، بل بجثث الموتى. | » |

- مؤرخ مجري آخر هو «ج. سالي» [مص 33]، دعا جُريج برانكوڤيتش بـ«الحقير المُسِنّ»، وصرَّح بأن أعمال جُريج برانكوڤيتش «جبانة وغير أمينة».[la 38]

الكاتب والمؤرخ والصحفي التركي يلماز أوزتونا، ذكر أن الحرب استمرت ثلاثة أيام وثلاث ليالٍ، وأن الطرفان كانا يملكان المدافع.

- إسماعيل حقي أوزون تشارشيلي (23 أغسطس 1888م - 10 أكتوبر 1977م) [مص 34] أكاديمي ومعلم وسياسي وعضو پرلماني ومؤرخ تركي، ويُعتبر من الأسماء التي قدمت مساهمات مهمة في التاريخ العثماني بدراساته. أرّخ لعدد الجيشين المتحاربين في معركة قوصوه الثانية بقرابة تسعين ألف جندي من ائتلاف الجيوش الصليبية، مقابل قرابة مائة ألف جندي من الجيش العثماني. وهذا التقدير يتوافق مع شراسة المعركة التي استمرت ثلاثة أيام، حيث أنها إحدى أطول الحروب وأكثرها دموية في أوائل العهد العثماني، مخالفاً بذلك المؤرخين الغربيين الذين بالغوا في تقديراتهم ليُوصلوا الجيش العثماني إلى عشرة أضعاف الجيش الصليبي لكي يُبرروا أسباب تلك الهزيمة النكراء، ولو كانت تلك التقديرات صحيحة لانتهت المعركة في غضون أقل من يوم واحدٍ كما هو حال حروب ذلك العصر. وتقييم المؤرخ إسماعيل حقي لجيش الصليبيين يقارب نفس التقييم الذي قدّره المؤرخ الصربي المعاصر والأستاذ الجامعي والمؤلف الأكاديمي فلاديمير تشوروڤيتش (27 أكتوبر 1885م - 12 أبريل 1941م) الذي أرّخ عدد جيش الصليبيين بحوالي سبعين ألف جندي.
- وفقًا لمؤلفي «تاريخ كمبردج في العصور الوسطى»:

| « | كانت عواقب الهزيمة في هذه المعركة بالنسبة للمجر وأوروپا الغربية مروعة! | » |

- ذكر الكاتب والمؤرخ والصحفي التركي: يلماز أوزتونا (20 سبتمبر 1930م - 9 فبراير 2012م)، أن الصليبيون كانوا منقسمين إلى ثمانيةٍ وثلاثين كتيبة، معظمهم لا يعرفون لغة بعض، وأن الكتائب قاتلت بشجاعة وخاصة الكتائب المجرية، وكان الطرفان يملُكان المدافع. كانت تلك الحملة هي المحاولة السادسة والأخيرة للصليبيين لإخراج العثمانيين من البلقان، فتحولوا بعدها إلى موقف المُدافع وليس المُهاجم.

| « | كانت تلك الحملة هي المحاولة السادسة والأخيرة للصليبيين لإخراج العثمانيين من البلقان | » |

## مصطلحات
1. ↑  (بالبولندية: Władysław)
2. ↑  (بالمجرية: Kállai  Béninek)
3. ↑  (بالسيريلية الصربية: Смедерево / Smederevo) (بالتركية: Semendire)
4. ↑  (بالألمانية: Steiermark)
5. ↑  (بالألمانية: Ulrich II von Cilli)
6. ↑  (بالإنجليزية: Priory of Vrana)(بالكرواتية: Vranski priorat)
7. ↑  (بالتركية: Kovin)(بالسيريلية الصربية: Ковин)
8. ↑  (بالسيريلية الصربية: Смедерево)(بالإنجليزية: Smederevo)
9. ↑  (بالسيريلية الصربية: Ђурађ Бранковић / Đurađ Branković) (بالمجرية: Brankovics György)
10. ↑  (بالمجرية: Tamás Pálosfalvi)
11. ↑  (بالسيريلية الصربية: Lazar Hrebeljanović)
12. ↑  (بالكرواتية: Martin II Frankopan Tržački)
13. ↑  (بالكرواتية: Trsat)
14. ↑  (بالكرواتية: Vinodolska)
15. ↑  (بالسيريلية الصربية: Кладово / Kladovo)
16. ↑  (بالمجرية: Bánlaky József)
17. ↑  (بالتركية: Yuvan Eli)
18. ↑  (بالتركية: Mehmed Neşrî)
19. ↑  (John Székely de Szentgyörgy)(بالسيريلية الصربية: Јањош Секељ)
20. ↑  (بالسيريلية الصربية: Banović Sekula)
21. ↑  (بالمجرية: Tallóci Frank)(بالسيريلية الصربية: Фрањо Таловац)
22. ↑  (بالمجرية: Bebek Imre)
23. ↑  (بالمجرية: Marcali Imre)
24. ↑  (بالمجرية: Szécsi Tamás)
25. ↑  (بالسيريلية الصربية: Топлик)
26. ↑  (بالسيريلية الصربية: Дубочица)
27. ↑  (بالسيريلية الصربية: Страдао као Јанко на Косову)
28. ↑  (بالإيطالية: San Giovanni da Capestrano)
29. ↑  (بالمجرية: Horváth Mihály)
30. ↑  (بالإيطالية: Antonio Bonfini)
31. ↑  (بالمجرية: Magyarország története)
32. ↑  (بالمجرية: Kiss Lajos)
33. ↑  (بالمجرية: J. Salai)
34. ↑  (بالتركية: İsmail Hakkı Uzunçarşılı)

### ثبت المراجع

#### باللُّغة العربيَّة
- محمد فريد (1981)، تاريخ الدولة العليَّة العُثمانيَّة، تحقيق: إحسان حقي (ط. 1)، بيروت: دار النفائس للطباعة والنشر والتوزيع، OCLC:6150666، QID:Q113541212
- يلماز أوزتونا (1988)، تاريخ الدولة العُثمانية، ترجمة: عدنان محمود سلمان (ط. 1)، إسطنبول: مؤسسة فيصل للتمويل، OCLC:929537711، QID:Q114356334

#### بِلُغاتٍ أجنبيَّة
- Antoche, E.C. (2017). "Hunyadi's Campaign of 1448 and the Second Battle of Kosovo Polje (October 17–20)". In Housley, Norman (ed.). Reconfiguring the Fifteenth-Century Crusade (بالإنجليزية). Palgrave Macmillan. ISBN:9781137462800.{{استشهاد بكتاب}}:  صيانة الاستشهاد: ref duplicates default (link)
- "Antonio Bonfini: Italian humanist". Encyclopædia Britannica (بالإنجليزية) (electronic ed.). Encyclopædia Britannica, Inc. Archived from the original on 2015-04-26.
- Babinger, Franz (1992), Mehmed the Conqueror and His Time (بالإنجليزية), Princeton University Press, ISBN:9780691010786, Archived from the original on 2016-05-04{{استشهاد}}:  صيانة الاستشهاد: ref duplicates default (link)
- Balfour, Patrick; Kinross, Baron (1977). The Ottoman Centuries: The Rise and Fall of the Turkish Empire (بالإنجليزية). London: Perennial. ISBN:9780688080938.
- "Battle of Kosovo: Balkans [1448]". Encyclopædia Britannica (بالإنجليزية) (electronic ed.). Encyclopædia Britannica, Inc. Archived from the original on 2019-05-08.
- Bánlaky, József (1929). "Az 1448. évi rigómezei hadjárat.". A magyar nemzet hadtörténelme. Grill K.
- Bennett, Matthew (1998). The Hutchinson Dictionary of Ancient & Medieval Warfare (بالإنجليزية). Chicago: Fitzroy Dearborn Publishers. ISBN:9781579581169.{{استشهاد بكتاب}}:  صيانة الاستشهاد: ref duplicates default (link)
- Чорович, Владимир (1989). "Разлаз између деспота и Мађара". Историја српског народа (بالبلغارية). Beogradski. Archived from the original on 2023-05-25.
- Cezar, Mustafa (2010). Mufassal Osmanlı Tarihi: Resimli-Haritalı (بالتركية). Ankara: Türk Tarih Kurumu Basımevi. Vol. 1. ISBN:9789751623218.{{استشهاد بكتاب}}:  صيانة الاستشهاد: ref duplicates default (link)
- Christian von Engel, Johan (1834). Geschichte des ungarichte des ungarischen Reichs (بالألمانية). Wien: F. Volke.
- Emecen, Feridun (2012). "VARNA MUHAREBESİ". TDV İslâm Ansiklopedisi (بالتركية). TDV İslâm Araştırmaları Merkezi. Vol. 42. Archived from the original (PDF) on 15-12-2019. {{استشهاد بموسوعة}}: تحقق من التاريخ في: |تاريخ= (help)
- Foley, Leonard (8 May 2016). "St. John of Capistrano (1386-1456)". American Catholic (بالإنجليزية). Archived from the original on 2016-04-08.{{استشهاد ويب}}:  صيانة الاستشهاد: ref duplicates default (link)
- Frashëri, Kristo (2002), Gjergj Kastrioti Skënderbeu: jeta dhe vepra, 1405–1468 (بالألبانية), Botimet Toena, ISBN:9992716274, Archived from the original on 2023-04-14{{استشهاد}}:  صيانة الاستشهاد: ref duplicates default (link)
- Freiherr von Hammer-Purgstall, Joseph (1840). Histoire de L'Empire Ottoman (بالفرنسية). Parent-Desbarres. Archived from the original on 19-09-2020. {{استشهاد بكتاب}}: تحقق من التاريخ في: |سنة= (help)
- Gottheil, Richard; Rosenthal, Herman (1908). "CAPISTRANO, JOHN OF". Jewish Encyclopedia (بالإنجليزية). Funk & Wagnalls. Vol. 3. Archived from the original on 2019-09-02.
- J. R. Tanner; C. W. Previté; Z. N. Brooke, eds. (1923). The Cambridge Medieval History (بالإنجليزية) (1 ed.). Cambridge: Cambridge University Press. Vol. IV:  The Eastern Roman Empire 717-1453. {{استشهاد بكتاب}}: تحقق من التاريخ في: |سنة= (help)
- József, Bánlaky (2001). A Magyar Nemzet Hadtörténelme (بالمجرية) (electronic ed.). Arcanum Adatbázis Kft. Archived from the original on 2018-09-02.
- Kenneth, Setton (1997) [1978]. The papacy and the Levant, 1204–1571: The thirteenth and fourteenth centuries (بالإنجليزية). Philadelphia: American Philosophical Society. Vol. II. ISBN:9780871691279. Archived from the original on 2020-02-05. Retrieved 2010-12-08.
- Lajos, Kiss (1895). "A Rigómezei hadjárat (Az 1894-ik évi hadtörténelmi pályázaton pályadíjjal kitüntetett munka)" (PDF). Hadtörténelmi Közlemények (بالمجرية). 8 (1). Archived from the original (PDF) on 2022-10-23. {{استشهاد بدورية محكمة}}: تحقق من التاريخ في: |سنة= (help)
- Lampel, Róbert; Szalay, József (1895). A magyar nemzet története: Magyarország története a vegyes házakból származott királyok korában (بالمجرية). Wodianer F. és fiai. Archived from the original on 2023-04-06.
- Maksimović, Milomir (2014). nos despota Đurđa Brankovića i Janoša Hunjadija u srpskim epskim pesmama (بالرومانية). Budapest: Fiatal Szlavisták Budapesti Nemzetközi Konferenciája. Archived from the original on 2022-10-27.{{استشهاد بكتاب}}:  صيانة الاستشهاد: ref duplicates default (link)
- Molnár, Miklós (2001). A Concise History of Hungary (بالإنجليزية) (illustrated ed.). Cambridge: Cambridge University Press. ISBN:9780521667364. Archived from the original on 2020-01-02.{{استشهاد بكتاب}}:  صيانة الاستشهاد: ref duplicates default (link)
- Mureşanu, Camil (2001). John Hunyadi: Defender of Christendom (بالإنجليزية). The Center for Romanian Studies. ISBN:973-9432-18-2. Archived from the original on 2024-08-09.{{استشهاد بكتاب}}:  صيانة الاستشهاد: ref duplicates default (link)
- Нешри, Мехмед. "ОГЛЕДАЛО НА СВЕТА. История на османския двор". kroraina.com (بالبلغارية). Archived from the original on 2021-05-10. Retrieved 2022-03-14.
- Pál, András; Kristó, Gyula (2008). "Chapitre VI. La victoire des ordres. L'époque de Jean Hunyadi (1437-1457)". Histoire de la Hongrie médiévale (بالفرنسية) (New ed.). Rennes: Presses universitaires de Rennes. ISBN:9782753531109. Archived from the original on 2022-03-13.
- Pál, Engel (2008). Histoire de la Hongrie médiévale (بالفرنسية). Rennes: Presses universitaires de Rennes. DOI:10.4000/books.pur.4122. ISBN:9782753531109. Archived from the original on 2020-04-21. Retrieved 2020-03-01.{{استشهاد بكتاب}}:  صيانة الاستشهاد: BOT: original URL status unknown (link)
- Pál; Kristó, Gyula; Kubinyi, András (2015). Histoire de la Hongrie médiévale. Histoire (بالفرنسية). Rennes: Presses universitaires de Rennes. Vol. II : Des Angevins aux Habsbourgs. ISBN:9782753531109. Archived from the original on 2019-03-27.
- Pálosfalvi, Tamás (2018). From Nicopolis to Mohács: A History of Ottoman-Hungarian Warfare, 1389-1526 (بالإنجليزية). BRILL. ISBN:9789004375659. Archived from the original on 2022-11-01.{{استشهاد بكتاب}}:  صيانة الاستشهاد: ref duplicates default (link)
- Rogers, Clifford (2010). The Oxford Encyclopedia of Medieval Warfare and Military Technology (بالإنجليزية). Oxford University Press. ISBN:9780195334036. Archived from the original on 2019-12-21. Retrieved 2012-09-11.{{استشهاد بكتاب}}:  صيانة الاستشهاد: ref duplicates default (link)
- Sedlar, Jean W. (1994). East Central Europe in the Middle Ages, 1000-1500 (بالإنجليزية). University of Washington Press. ISBN:9780295972909. Archived from the original on 2016-04-30. Retrieved 2012-09-12.{{استشهاد بكتاب}}:  صيانة الاستشهاد: ref duplicates default (link)
- Teke, Zsuzsa (1980). Hunyadi János és kora (بالمجرية). Gondolat. ISBN:963-280-951-3.{{استشهاد بكتاب}}:  صيانة الاستشهاد: ref duplicates default (link)
- Turnbull، Stephen (2003). The Ottoman Empire: 1326–1699. Osprey Publishing. ISBN:1841765694.{{استشهاد بكتاب}}:  صيانة الاستشهاد: ref duplicates default (link)
- Uzunçarşılı, İsmail Hakkı (1988). OSMANLI TARİHİ (PDF) (بالتركية). Ankara: Türk Tarih Kurumu. Archived from the original (PDF) on 2021-06-28. Retrieved 2022-03-12.{{استشهاد بكتاب}}:  صيانة الاستشهاد: ref duplicates default (link)
- "Varna Savaşı". Beyaz Tarih (بالتركية). Archived from the original on 2019-12-15. Retrieved 2019-11-22.
- Vaughan, Dorothy Margaret (1954). Europe and the Turk: a pattern of alliances, 1350-1700 (بالإنجليزية). AMS Press. ISBN:9780404563325. Archived from the original on 2014-01-03. Retrieved 2012-09-12.{{استشهاد بكتاب}}:  صيانة الاستشهاد: ref duplicates default (link)
- Vladimir Corovic. "Istorija srpskog naroda". www.rastko.rs (بالروسية). Archived from the original on 2021-10-27. Retrieved 2022-12-03.
- Cabe Ferrant. "A második rigómezei csata". HungaryFirst (بالمجرية). Archived from the original on 2022-12-04. Retrieved 2022-12-03.

## روابط خارجية
- معركة كوسوڤو (الثانية) - الموسوعة البريطانية (بريتانيكا).
- يوحنا هونياد - New World Encyclopedia.
- السلطان مراد الثاني، تنازل عن العرش للعبادة، دمر الجيوش الأوروبية، معركة كوسوڤو الثانية 1448م - تصوير متحرك لأحداث المعركة. على يوتيوب (بالعربية)
- يوحنا هونياد - معركة كوسوڤو الثانية 1448م. تصوير متحرك لأحداث المعركة. على يوتيوب (بالإنجليزية)
- معركة ميدان كوسوڤو الثانية 1448م - تصوير متحرك لأحداث المعركة. على يوتيوب (بالتركية)